# Arturo Vidal
Arturo Erasmo Vidal Pardo (Santiago, 22 de mayo de 1987) es un futbolista chileno que juega como centrocampista y su equipo actual es Colo-Colo de la Primera División de Chile. Es internacional absoluto con la selección de fútbol de Chile. Destacado por su tenaz y agresivo estilo de juego, es ampliamente reconocido como uno de los mejores jugadores de su generación.
Debutó en la Primera División de Chile el 22 de mayo de 2005 con el Colo-Colo, club con el que conquistó un tricampeonato de títulos nacionales, además de un subcampeonato de Copa Sudamericana. A mediados de 2007 fue transferido al Bayer Leverkusen de la Bundesliga de Alemania, equipo con el que dio su primer paso al fútbol europeo. Su adaptación en el equipo alemán se refleja al ser el encargado de lanzar los penales, marcando un total de 21 goles en 144 partidos disputados. En 2011 ficha por la Juventus de Italia, equipo con el que obtuvo cuatro campeonatos de Serie A consecutivos, siendo reconocido como uno de los grandes artífices en los éxitos del cuadro turinés. Su etapa en Italia acabó con un registro de 48 goles en 171 partidos, acumulando diferentes premios como la Castaña de Oro, otorgada por la agrupación de seguidores Club Mottarone, o el de mejor mediocampista por derecha del Calcio según la Asociación Italiana de Futbolistas. Su última temporada le valió ser nominado por la UEFA como uno de los diez candidatos al premio de mejor jugador de Europa. En el año 2021 gana con el Inter de Milán su liga nacional número 12 en 15 años de profesional (3 en Chile, 3 en Alemania, 5 en Italia y una en España). Se consagró como un gran todocampista del siglo XXI según la UEFA, fue el jugador que realizó más «barridas» en Europa durante los años 2010 (1102) y registró el «cabezazo en el suelo» en 2017.
A nivel internacional, Vidal se convirtió en el primer chileno en jugar una final de la Liga de Campeones. Es internacional absoluto con la selección chilena, además de ser su quinto máximo goleador histórico (32 goles en 132 partidos disputados). Ha disputado dos Mundiales de la categoría mayores en 2010 y 2014, más otro mundial en categoría sub-20, en el que obtuvo el tercer lugar en 2007. El 4 de julio de 2015 se consagró campeón de la Copa América 2015. Además, anotó 3 goles y formó parte del equipo ideal del torneo. El 26 de junio de 2016 se consagró campeón de la Copa América Centenario EE. UU. 2016. Además, anotó 2 goles y formó parte del equipo ideal del torneo.
Desde 2018, es dueño del club Rodelindo Román donde inició su carrera. El Club que ingresó a la tercera división del futbol profesional en 2018, y en solo dos temporadas ascendió a Segunda División Profesional de Chile donde se mantuvo por dos años. Tras malas decisiones de su directiva, el equipo no logró mantenerse en la segunda división y descendió a tercera. En 2023 Arturo Vidal decidió no inscribir el club en la tercera división perdiendo su oportunidad de seguir en el fútbol profesional.

## Trayectoria

### Colo-Colo (2005-2007)
Comenzó en el club Rodelindo Román de San Joaquín. A muy corta edad cambió de club, llegando a Colo-Colo, donde hizo todas las divisiones inferiores, salvo el periodo entre abril de 2000 y mayo de 2002, donde estuvo en Deportes Melipilla. Vidal debutó por el primer equipo albo el 28 de mayo de 2005, en un partido entre Colo-Colo y Deportes Melipilla, válido por la 19.ª fecha del Torneo Apertura 2005, ingresando a los 82' en reemplazo de Héctor Tapia. Vidal siguió jugando algunos partidos los siguientes torneos, logrando en el Torneo Clausura 2006 un puesto de titular en Colo-Colo, donde juega la mayoría de los encuentros. En la participación de Colo-Colo en la Copa Sudamericana 2006 marca tres goles, donde además su equipo llega hasta la final de la competencia, cayendo ante el Pachuca mexicano en el Estadio Nacional de Santiago de Chile. En el Torneo Apertura Chileno 2007 marca dos goles en 15 partidos disputados y consigue el tricampeonato con Colo-Colo.
El gran nivel alcanzado por el jugador durante 2006 y 2007 hizo que el Bayer Leverkusen se fijara en él. El equipo alemán compró el 70 % de su pase en 10 millones de dólares, convirtiéndose en uno de los traspasos más caros del fútbol chileno.

### Bayer Leverkusen (2007-2011)
Fue decisivo en la clasificación a la final de la Copa de Alemania, anotando el segundo gol en la victoria de su equipo ante el modesto Maguncia 05. Del mismo modo, Vidal fue el autor de los goles con que su equipo empató con Bayern Múnich en sus últimos dos encuentros (en abril y noviembre de 2010).
A partir del segundo semestre de 2010, Vidal fue el encargado fijo de tirar los penales de su equipo (sin fallar ninguno de ellos). Mientras tanto, importantes clubes como Atlético de Madrid, Bayern de Múnich, F. C. Barcelona, Arsenal F.C. o Juventus F.C. mostraban interés en ficharlo para el segundo semestre de 2011.

### Juventus (2011-2015)
Finalmente fue Juventus F.C. quien pagó los 10.5 millones de euros solicitados por el club alemán para su salida. De este modo, Vidal fue transferido al elenco de Turín para jugar en la Serie A a partir de la temporada 2011-12.

#### Temporada 2011/12
En la pretemporada con Juventus, Vidal participó en la "Copa TIM" (torneo que congregaba a Juventus F.C., Inter de Milán y AC Milan) y marcó un gol de media distancia, además de habilitar a Alessandro Matri para el segundo gol. El resultado final fue 2-1 a favor de la "Vecchia Signora". Mientras tanto, en su primer partido oficial por la Juventus F.C., Vidal entró en la segunda jornada de la Serie A contra el Parma F.C. (en el minuto 67' en reemplazo de Alessandro Del Piero), y anotó su primer gol oficial. El partido terminaría 4-1 a favor de su equipo. Al final del encuentro, Vidal dedicó su gol a las víctimas de la Tragedia de Juan Fernández, ocurrida en la semana previa.
El 22 de abril de 2012, Vidal anota su primer doblete como jugador de 'la Juve', y como futbolista profesional, en el partido en que la Juventus goleó 4 a 0 a la Roma, en los minutos 4' y 8' (los otros dos goles fueron de Andrea Pirlo y Claudio Marchisio, respectivamente), aprovechando el empate del Milan ante la Fiorentina para aumentar la diferencia a 3 puntos por el primer lugar de la Serie A. El 6 de mayo de 2012, Vidal, con la Juventus se consagra campeón, tras vencer por 2-0 al Cagliari Calcio, faltando una fecha para el término de la Serie A (en la fecha 37). Y en el último partido de la Serie A 2011/12 (el 13 de mayo de 2012), La Juve finalmente se corona como campeón invicto de la Serie A por primera vez en su historia, tras ganarle por 3-1 al Atalanta, en el Juventus Stadium (partido en el que no jugó Vidal). Como dato adicional, ese fue el último partido de Alessandro Del Piero en la Juventus, tras 19 años en este club (en este partido, uno de los goles fue de él).

#### Temporada 2012/13

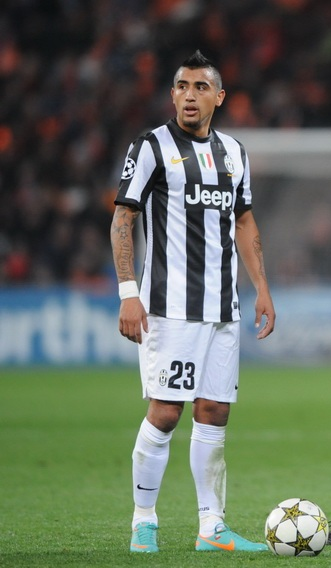
Arturo Vidal con Juventus en 2012.

El 11 de agosto de 2012 suma otro título, esta vez sería la Supercopa de Italia derrotando 4-2 al Napoli ayudando a los bianconeros marcando un tanto de penal en el minuto 73. El día 20 de septiembre de 2012 debutó en la Champions League en un partido contra el Chelsea FC, marcando un gol. Los medios italianos alabaron su actuación y destacaron su fortaleza por el hecho de haber seguido jugando pese a una lesión en el tobillo. El 5 de mayo de 2013 —en un partido ante el Palermo— conquistó el Scudetto por segundo año consecutivo. Vidal se alzó como el héroe de su equipo al marcar el único tanto del encuentro, además de ser el goleador del equipo durante la temporada. A la siguiente semana, después de que Juventus se coronara campeón de la Serie A, los hinchas de la Vecchia Signora le conceden el premio al mejor jugador de la Juventus de la temporada 2012-13; incluso fue elegido como el mejor jugador de la Serie A de la temporada 2012-2013, premio concedido por la prensa deportiva especializada italiana, específicamente por el diario La Gazzetta dello Sport.

#### Temporada 2013/14

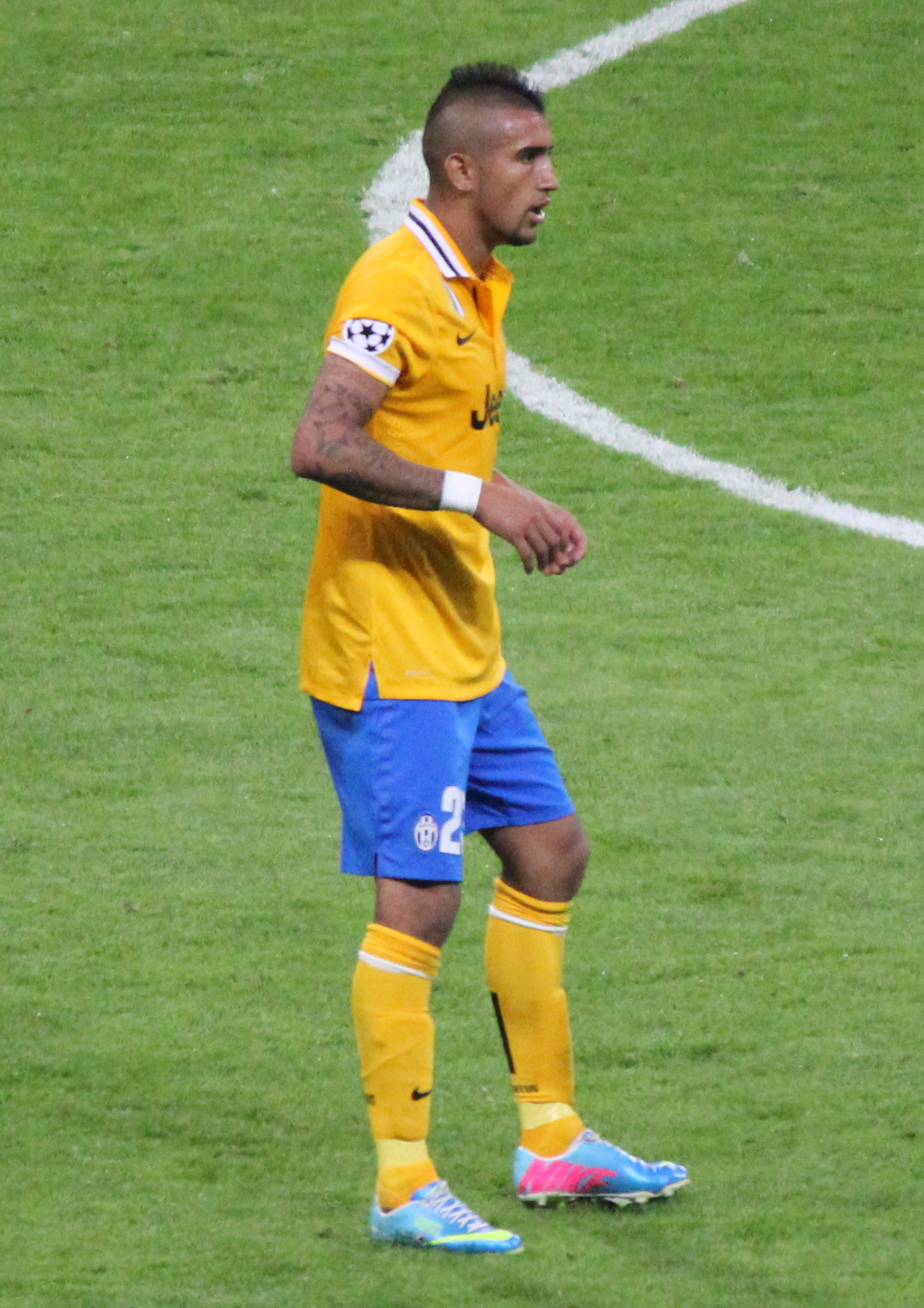
Vidal en el duelo contra Real Madrid por la UEFA Champions League 2013/14.

El 18 de agosto de 2013 Vidal con la Juventus que había ganado la Serie A 2012-13 vuelve a salir campeón de la Supercopa de Italia al ganarle por 4-0 a la Lazio que había ganado la Copa Italia 2012-13. El 27 de noviembre de 2013 en un partido contra el FC Copenhague marcó un triplete en la Champions League 2013-14 en la victoria de su equipo por 3 a 1, todo en el marco de la jornada 5 de la fase de grupos; además obtuvo varios récords como ser el Chileno que ha hecho más goles en la Champions League con 8 tantos, ser el primer Chileno en hacer un triplete y ser el tercer jugador de la Juventus que logra un triplete en Champions. Además el sitio oficial de la UEFA lo incluyó en el equipo ideal de la jornada.
El 2 de diciembre de 2013 es galardonado con la Castaña de Oro 2013 premio que es entregado por la agrupación de hinchas del elenco bianconeri al mejor jugador del equipo en la temporada. El 6 de diciembre de 2013 la FIFA nómina a Vidal como parte de los 15 mejores volantes del mundo para ser parte del FIFA/FIFPro World XI 2013 que anunciara a los mejores volantes del mundo en 2013 en la gala del Balón de Oro el 13 de enero de 2014. En diciembre de 2013 la revista World Soccer entregó una lista con los mejores 50 jugadores del mundo del año 2013 y Arturo destaca en el lugar 24.
El 18 de enero, Vidal sería figura en el triunfo por 4-2 de la Juventus sobre Sampdoria, al anotar un doblete, anotando el 1-0 tras asistencia de Paul Pogba, y el 3-1 parcial mediante lanzamiento penal, tres días después la Juventus quedaría eliminada de la Copa Italia 2013-14 tras caer en cuartos de final contra Roma por 1-0, Vidal fue titular todo el partido, teniendo un baja actuación.
El 13 de marzo, Juventus debía enfrentarse a ACF Fiorentina por los octavos de final de la UEFA Europa League 2013/14, la ida en el Juventus Stadium, igualaron 1-1 en el duelo de chilenos (Por parte de la Juventus Vidal e Isla y por la Fiorentina Mati Fernández y David Pizarro, Arturo anotó en gol de la Vecchia Signora al minuto 3, después el 20 de marzo en la vuelta Juventus ganó por 1-0 y clasificó a cuartos de final; en aquel partido Vidal recibió amarilla y quedó suspendido para el duelo de ida, el 26 de marzo Juventus vencía en un trabajado partido por 2-1 a Parma por la Fecha 30 de la Serie A 2013-14 y Vidal asistió a Carlos Tévez para que anotase el 2-0 parcial.
El 1 de mayo por las semifinales revancha de la Europa League 2013/14, Juventus recibía en su casa a Benfica, que ganó la ida por 2-1 por lo que la Juve debía ganar para acceder a la final, en un partido de mucha pierna fuerte empataron 0-0, Vidal jugó un buen partido teniendo 3 chances de gol, además recibiendo muchas faltas por parte del equipo portugués, al minuto 67' Enzo Pérez se fue expulsado por dura falta en contra del chileno, salió al 77' por Claudio Marchisio. 4 días después, el 5 de mayo, Juventus se corona campeón de la Serie A 2013-14 tras vencer por la cuenta mínima a Atalanta en el Juventus Stadium con gol de Simone Padoin al minuto 72, bajando la estrella N°30 para los bianconeros y su tercer Scudetto consecutivo, en aquel partido Vidal no jugó por molestias físicas.
En la temporada 2013-14 con la Juventus Vidal jugó 32 partidos en la Serie A Italiana, anotando 11 goles, dando 5 asistencia, siendo titular indiscutido junto a Paul Pogba y Andrea Pirlo, en la Champions League jugó 6 partidos y anotó 6 goles, en la Europa League jugó 6 partidos y anotó 1 gol, además en la Copa Italia 2013-14 jugó 2 partidos sin poder anotar. En cuanto a títulos obtuvo 2, la Supercopa de Italia 2013 y la Serie A 2013/14 además siendo este último su tercer scudetto consecutivo en el Fútbol Italiano.

#### Temporada 2014/15

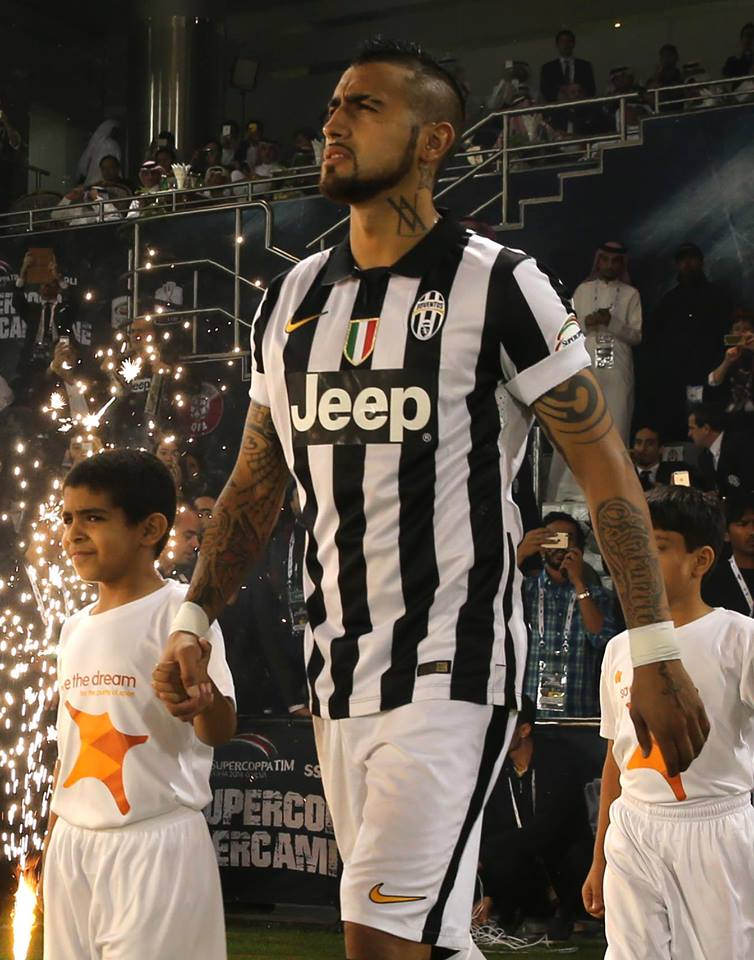
Vidal con Juventus en la Supercopa de Italia 2014.

Debutó el 30 de agosto de 2014 en la primera fecha de la Serie A 2014/15 ante Chievo Verona en el triunfo por 1-0, cabe mencionar que Vidal volvió a las canchas tras el Mundial de Brasil, jugando un gran partido, recibiendo una tarjeta amarilla, un disparo que dio en el travesaño y salió al minuto 86' por Roberto Pereyra. El 26 de octubre, anotó su primer gol de la temporada en el triunfo por 2-0 sobre Palermo.
El 18 de diciembre anotó disparando desde afuera del área en el triunfo por 3-1 sobre Cagliari, cuatro días después el 22 de diciembre se jugaba la Supercopa de Italia 2014 en Catar, Juventus enfrentaba a SSC Napoli, en un partido muy parejo tras 120 minutos igualaron 0-0 y en penales Napoli se consagró supercampeón del fútbol italiano por 6-5, Vidal jugó todo el partido y en la tanda de penales fue el segundo en patear anotando el 1-1 parcial, tras el penal errado por Carlos Tévez.
El 7 de abril de 2015 por las semifinales vuelta de la Copa Italia 2014-15, la Juve enfrentaba a ACF Fiorentina, tras caer 1-2 de local en la ida, el equipo de Vidal goleó por 3-0 en la vuelta clasificándose a la final, después el 14 de abril por los cuartos de final ida de la Champions League 2014/15, el equipo italiano debía enfrentar a AS Mónaco de Francia en la ida en Turín, los italianos vencieron en la vuelta con gol de penal de Arturo, que volvió a marcar por el certamen europeo después de un año y cinco meses, luego en la vuelta empataron 0-0.
El 2 de mayo, Turín se consagra campeón del Fútbol Italiano por cuarta vez consecutiva y con el como protagonista, ya que el 23 anotó el gol del título al minuto 31' de cabeza en el triunfo de visita por 1-0 sobre Sampdoria, bajando la estrella 31 para la Vecchia Signora. El 13 de mayo, por la semifinales vuelta de la Champions League ante Real Madrid, empatarían 1-1 en el Estadio Santiago Bernabéu (3-2 global a favor de los italianos) y se clasificarían a la final del máximo torneo continental europeo.
El 20 de mayo, Juventus vencería por 2-1 a la Lazio en tiempo suplementario por la final de la Copa Italia 2014-15 y se coronaría campeón de este torneo después de 20 años (Última vez en 1995.) El 6 de junio se jugaba la final de la Champions League 2014/15 Juventus enfrentaba a Barcelona en el Estadio Olímpico de Berlín, triunfo para el equipo catalán por 3-1, donde el equipo juventino nada pudo hacer ante el tridente compuesto por Messi, Suárez y Neymar, Vidal tuvo un discreto partido, recibiendo amarilla al minuto 10', cometiendo muchas faltas y saliendo al 79' por Roberto Pereyra, cabe mencionar que Vidal ha sido el único chileno que ha jugado la final de la Liga de Campeones de la UEFA.
Jugó 28 partidos por la Serie A 2014/15 anotando 7 goles y dando 4 asistencias, en la Champions 2014/15 jugó 12 partidos y anotó 1 gol, en la Copa Italia 2014-15 jugó 5 partidos, además jugó un partido en la Supercopa de Italia 2014, ganó 2 títulos en la temporada 2014-2015 (Serie A 2014/15 y la Copa Italia 2014-15). El 16 de julio Arturo salió ileso de un accidente vehicular en chile el cual le trajo problemas a su carrera futbolística. En su paso por el fútbol italiano, jugó 171 partidos, anotando 48 goles y dando 25 asistencias, conquistando 7 títulos (4 Serie A, 2 Supercopa de Italia y una Copa Italia), además de un subcampeonato en la Champions League 2014/15

### Bayern Múnich (2015-2018)

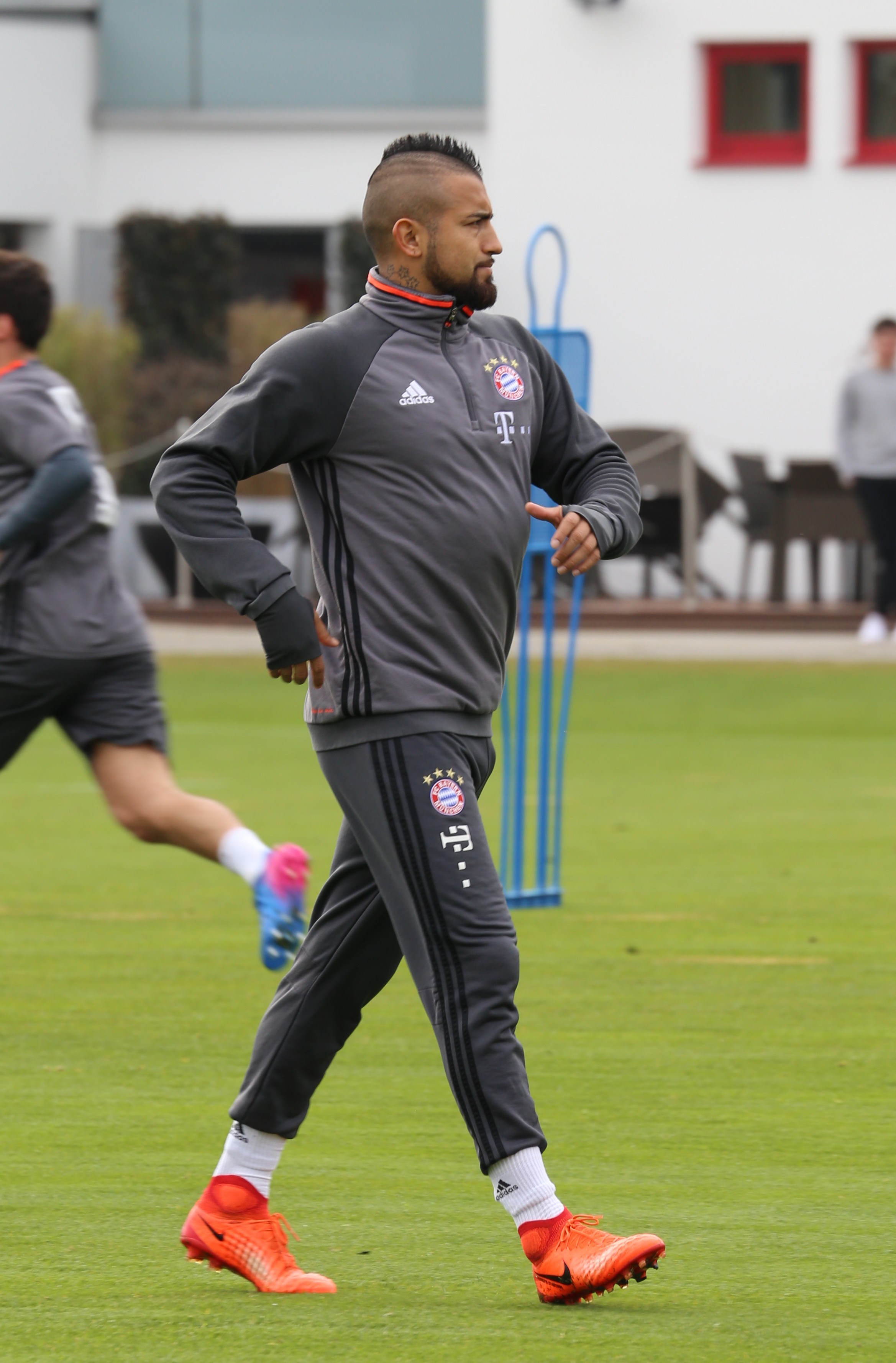
Arturo Vidal con Bayern Múnich en 2016.

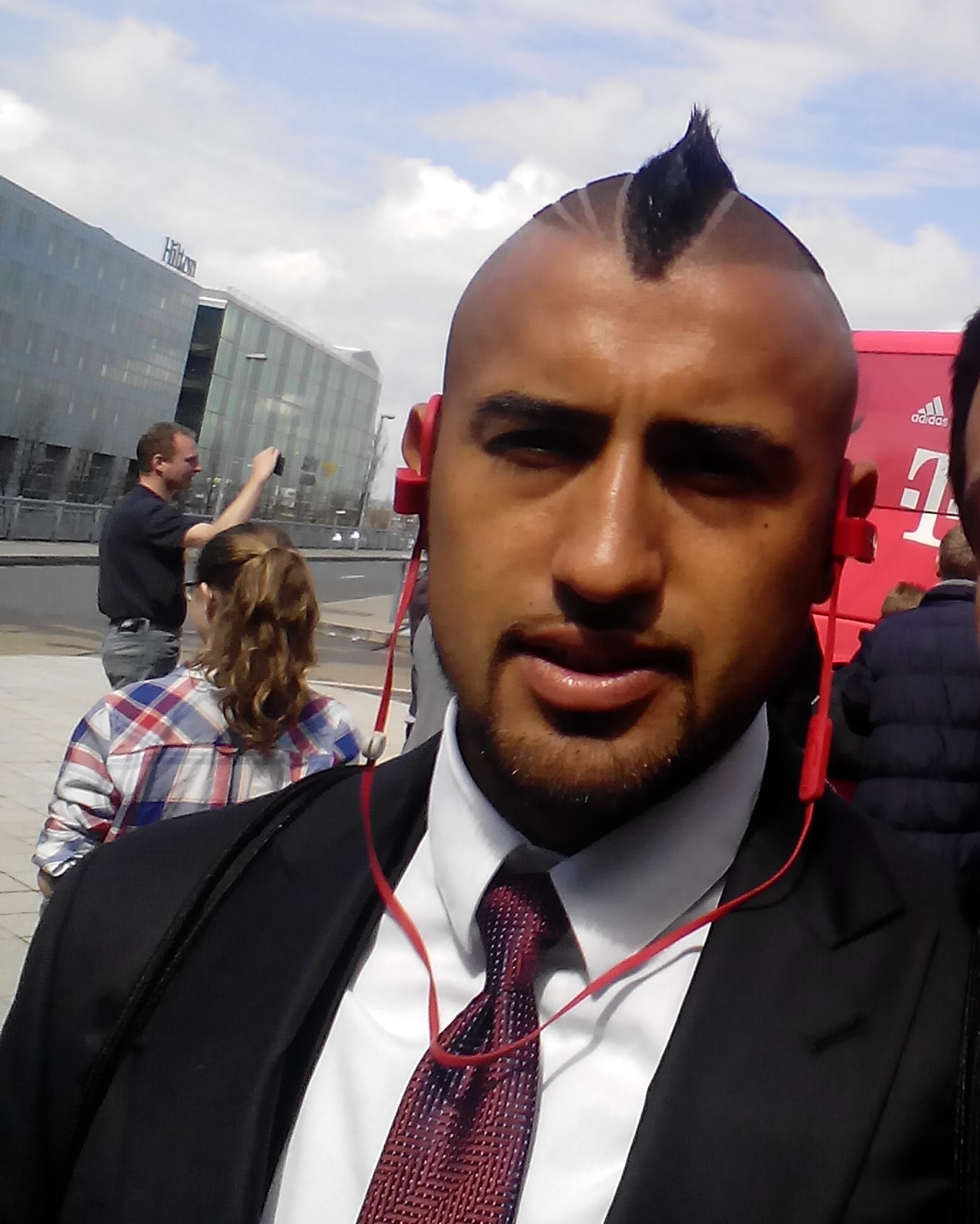
Arturo Vidal en abril de 2016.

El 9 de julio de 2015, tras conseguir la Copa América junto a la selección chilena, se confirmó su traspaso al club alemán por 35 millones de euros, teniendo un posible costo total de 40 millones de euros en calidad de otras primas, firmando por cuatro temporadas.
Su debut con los bávaros fue el 1 de agosto de 2015, en la Supercopa de Alemania 2015 enfrentando al VfL Wolfsburgo, Vidal ingresó al minuto 73 por Thiago Alcántara, cuando el marcador iba 1-0 a favor de los de Baviera, al 81' cometió un planchazo sobre Kevin De Bruyne y recibió amarilla, después al 89' empató Wolfsburgo y después de los 90 noventa la Supercopa se definía en penales, el 23 sería el encargado de abrir la tanda y no falló, anotando el 1-0 parcial, después Xabi Alonso falló un penal que desniveló la definición, finalmente el Wolfsburgo anotó el quinto y definitivo penal ganando por 5-4.
Su primer gol lo convirtió de penal, el 9 de agosto, frente al FC Nöttingen en la primera ronda de la Copa de Alemania 2015-16, anotando el 1-0 parcial al minuto 5, después al 18 asistió a Mario Götze para que marcase el 2-1 parcial, el ex Colo-Colo salió en el entretiempo. el Bayern ganó 3-1 y tuvo a Arturo como una de las figuras del partido, el 14 de agosto debutó en la Bundesliga con el Bayern en la primera fecha ante el Hamburgo S.V. de Marcelo Díaz en el Allianz Arena, contundente victoria para los bávaros por 5-0 y Vidal jugó todo el partido como volante de contención.
A nivel de Champions League debutó el 16 de septiembre en la primera fecha del Grupo F ante Olympiakos en Grecia, victoria por 3-0, el 19 de septiembre marco su primer gol en la Bundesliga ante el Darmstadt 98 en el triunfo por 3-0, mientras que el segundo se lo marcó al Colonia.
El 5 de abril de 2016, por los cuartos de final de la Champions League el Bayern Múnich debía enfrentarse al SL Benfica, en la ida el equipo de Josep Guardiola ganó por 1-0 de local con gol de Vidal (de cabeza) al minuto 2' después en la vuelta el 13 de abril, igualarían 2-2 (3-2 global) en Portugal y Arturo volvió a marcar otro gol, anotando el 1-1 parcial tras un despeje a medias de la defensa rival, con pierna zurda fusiló al golero Ederson Moraes, el 19 de abril por las semifinales de la Copa de Alemania 2015-16, Bayern venció por 2-0 a VfL Wolfsburgo y se clasificó a la final, Arturo fue suplente e ingresó al minuto 67' por Kingsley Coman.
El 3 de mayo, por la semifinales vuelta de la Champions League 2015/16 el Bayern venía de perder por 1-0 ante Atlético de Madrid en el Estadio Vicente Calderón, por lo que debía ganar para avanzar a la final, finalmente ganó por 2-1 pero no le sirvió ya que por gol de visitante el Atleti clasificó a la final, el chileno fue titular todo el partido y asistió a Robert Lewandowski para el 2-1 final, cuatro días después, el 7 de mayo Vidal conquistaría su primer título con el Bayern Múnich, en la Fecha 33 de la Bundesliga 2015/16 al derrotar por 2-1 al FC Ingolstadt 04, el club alemán se coronó tetracampeón del fútbol alemán y en aquel partido Vidal no jugó producto de una infección.
El 21 de mayo, regresó a las canchas para disputar la final de la Copa de Alemania 2015-16 ante Borussia Dortmund, el seleccionado nacional fue titular todo el encuentro como volante de contención en el empate 0-0, tras 120 minutos todo se definía en penales, donde Vidal nuevamente fue el encargado de abrir la serie para el Bayern Múnich, anotando con frialdad e igualando la serie 1-1, después Douglas Costa anotó el 4-3 definitivo que le dio el título a los de Baviera. En su primera temporada con el Bayern Múnich, Vidal disputó 48 partidos, marcó 7 goles y asistió en 9 oportunidades. Durante la Bundesliga 2015-16, jugó en 30 de 34 partidos posibles (marcando 4 goles y dando 5 asistencias); por la Copa de Alemania 2015-16 disputó 6 encuentros (registrando 1 gol y 1 asistencia); y por la UEFA Champions League 2015-16 estuvo presente en 11 partidos (marcando 2 dianas y asistiendo en 3 ocasiones), además de ver acción en el partido por la Supercopa de Alemania 2015 ante VfL Wolfsburgo, siendo titular indiscutido en gran parte de la temporada haciendo dupla de volante de contención junto a Xabi Alonso.
Además conquistó 2 títulos, la Bundesliga 2015/16 y la Copa de Alemania 2015-16. Debutó el 14 de agosto de 2016 por la Supercopa de Alemania 2016 ante Borussia Dortmund en el Signal Iduna Park, siendo titular Vidal sería clave en el triunfo por 2-0 de los bávaros, ya que al minuto 58 abrió el marcador tras aprovechar un rebote, disparando desde afuera del área venciendo la resistencia de Roman Bürki, después al 67' recibió un pisotón por parte de Adrián Ramos que lo dejó varios minutos en el piso, finalmente salió al 71' por Joshua Kimmich, quien hacía su debut con los bávaros. El 7 de marzo de 2017 marca su primer doblete con el club en la goleada 5 a 1 de visitantes sobre el Arsenal Football Club en Londres donde clasifican a los cuartos de final de la Liga de Campeones de la UEFA 2016-17 terminando con un global de 10 a 2 sobre los gunners.

### F. C Barcelona (2018-2020)
El 3 de agosto de 2018, el Fútbol Club Barcelona anunció en su portal web que había llegado a un acuerdo con el Bayern de Múnich por el traspaso del jugador chileno, al que fichaban por un contrato de tres años. Aunque en los medios se habló de un traspaso valorado en 18 millones de € más 3 en variables (21 millones de €) y un sueldo para el jugador de 9 millones de €, el FC Barcelona no ha hecho oficial las cifras del traspaso y el vicepresidente Jordi Mestre declaró que el club no las va a decir por deseo del Bayern de Múnich, confirmando solamente que su cláusula de rescisión era de 300 millones de euros. Posteriormente fue presentado tres días más tarde sin dorsal. Además, se convirtió en el primer futbolista chileno que superó los 100 millones de dólares tras su venta al cuadro culé y a la vez el tercero que juega en el 'Barça' después de Alexis Sánchez y Claudio Bravo, respectivamente.
El domingo 12 de agosto hizo su debut en la Supercopa de España 2018 enfrentándose al Sevilla en el Estadio de Tánger de Marruecos, ingresando al campo en el minuto 86 por Ousmane Dembélé (autor del segundo gol) con el dorsal 22, en el triunfo por 2-1 sobre el conjunto andaluz logrando su primer título con el FC Barcelona, su 19° como profesional y superando a Eduardo Vilches (18) para convertirse en el futbolista chileno con más títulos en el profesionalismo. El 28 de octubre anotó su primer gol con el club blaugrana al marcar el quinto tanto en la victoria 5 a 1 ante el Real Madrid.
El 27 de abril se proclamó campeón de la Liga 2018-19 con el FC Barcelona, y conseguía así hacer historia al ganar 8 títulos ligueros consecutivos en tres grandes ligas europeas (4 Scudettos con Juventus, 3 Bundesligas con el Bayern de Múnich y 1 LaLiga con el FC Barcelona). En la temporada 2019-20 anotó 8 goles en Liga superando su curso más goleador como blaugrana. El 24 de agosto de 2020, tras la derrota por 2-8 frente al Bayern Múnich en Liga de Campeones, el entrenador Ronald Koeman le comunicó que no sería tenido en cuenta para la próxima temporada.

### Inter de Milán (2020-2022)
El 22 de septiembre de 2020 se hizo oficial su marcha al Inter de Milán a coste cero más un millón en variables, debutó en la victoria 4-3 ante la Fiorentina el 26 de septiembre de 2020, entrando con el número 22 como suplente al minuto 74, supliendo a Marcelo Brozović, esa temporada jugó 23 partidos de Serie A, marcando un gol y asistiendo en dos. La siguiente temporada jugaría más partidos pero entrando como suplente o siendo sustituido a cortos minutos, y tan solo metió un gol y asistió en una ocasión.
Tras la poca expectativa de minutos en la temporada 22/23, rescindió su contrato para poder fichar por otro club el 11 de julio de 2022 tras 2 temporadas en el club.

### Flamengo - Athletico Paranaense (2022-2023)
El 13 de julio de 2022, Flamengo anunció a Vidal como su nuevo jugador, con un contrato que lo liga hasta fines de la temporada 2023. Sin embargo, a inicios de julio, Vidal y el club llegaron a un acuerdo para finalizar por adelantado el vínculo. Así, el 14 de julio de 2023, el volante fue anunciado como nuevo jugador del Athletico Paranaense.

### Retorno a Colo-Colo
El 23 de enero de 2024, concretó su vuelta a Colo-Colo, donde fue parte del equipo campeón de Primera División de Chile.

## Selección nacional

### Categorías menores

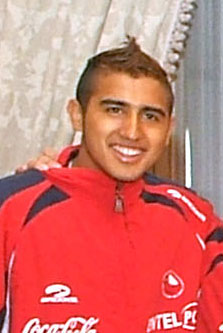
Vidal en 2007

Disputó el Sudamericano Sub-20 de Paraguay 2007, clasificatorio para el Mundial Sub-20 de Canadá de ese mismo año. Tras dos deficientes duelos contra Brasil (2-4) y Perú (0-1), José Sulantay decidió dejarlo en el banco para el tercer duelo del Grupo A contra Bolivia (partido que Chile ganó 4-0), decidió darle una nueva oportunidad para el último duelo del grupo contra Perú, partido en el que Vidal se destapó y marcó un doblete en la victoria 4-2 que a la postre los clasificó al Hexagonal Final. Comenzaron de la mejor manera el Hexagonal al golear por 5-0 a Colombia con 1 anotación de Vidal, en la segunda fecha contra Brasil volvió a ser clave al marcar los dos goles chilenos en la igualdad 2-2, ambos de lanzamiento penal. Por la cuarta fecha asistió a Nicolás Medina en la igualdad 1-1 con Uruguay, y en el último partido del hexagonal volvió a marcar 1 gol en la derrota 2-3 con Paraguay, pero aun así lograrían obtener boletos para Canadá 2007 al acabar en el cuarto lugar y agarrar el último cupo sudamericano de clasificación.
Vidal jugó un papel clave en la clasificación de Chile al Mundial Sub-20, jugando 8 partidos y anotando 6 goles (2 ante Perú en el triunfo 4-2, 1 ante Colombia en la goleada 5-0, 2 ante Brasil en el empate 2-2, y un descuento en la derrota 2-3 ante Paraguay) en los 630 minutos que jugó durante el Sudamericano. Saliendo además segundo goleador del torneo (siendo volante) con seis goles, a solo uno de Edinson Cavani.
Comenzó de gran manera el Mundial juvenil, con triunfos 3-0 sobre Canadá y Congo, marcando un gol frente a este último, anotando al 82 el tercer tanto frente a los africanos y saliendo al minuto 83 por Jaime Grondona. En el último partido del Grupo A igualaron 0-0 con Austria y así clasificándose a la segunda fase como líderes con 7 puntos y sin goles en contra. En los octavos de final jugaron contra Portugal en el Estadio de la Mancomunidad de Edmonton y Vidal marcó al minuto 45+1' del primer tiempo al capturar un rebote en el área para anotar el único gol de partido, debido a la tarjeta roja que recibió al final del partido, quedó descartado para el duelo contra Nigeria por los cuartos de final (partido que Chile ganó 4-0 en el tiempo extra). Volvió para las semifinales contra Argentina en Toronto, en un duelo en el que cayeron por 0-3 en un polémico partido con varias expulsiones y brutal agresión por parte de la policía canadiense después del partido hacia jugadores, personal de la selección chilena y miembros de la prensa del mismo país evitando que el incidente fuera grabado. En el duelo por el bronce, Chile alcanzaría un histórico tercer lugar al vencer por la cuenta mínima a Austria con solitaria anotación de Hans Martínez.
Vidal tuvo un gran mundial juvenil jugando 6 de los 7 partidos de Chile en el Mundial de Canadá 2007, marcando 2 goles en los 533 minutos que disputó, y destacando junto a baluartes como Mauricio Isla, Nicolás Medina, Alexis Sánchez, Mathías Vidangossy, Cristopher Toselli, Gary Medel, Jaime Grondona y Hans Martínez. Además con sus grandes actuaciones logró quedar incluido en el 11 Ideal del Mundial. Como dato en las semanas previas al inicio del Mundial Sub-20 de Canadá, el entrenador nacional de la selección adulta Nelson Acosta tenía previsto nominar a Vidal para la Copa América 2007 (al igual que ha Alexis Sánchez) en el mismo periodo del Mundial juvenil, pero Vidal decidió automarginarse de la cita continental prefiriendo jugar el Mundial juvenil.

#### Participaciones en sudamericanos
| Torneo                      | Sede     | Resultado    | Partidos | Goles | Asistencias |
| --------------------------- | -------- | ------------ | -------- | ----- | ----------- |
| Sudamericano Sub-20 de 2007 | Paraguay | Cuarto lugar | 8        | 6     | 1           |

#### Detalles de partidos
| \| N.º \| Fecha \| Estadio \| Local \| Resultado \| Visitante \| Goles \| Asistencias \| Cambio \| DT \| Competición \| \| ----- \| ---------- \| ---------------------------------------------------- \| -------- \| --------- \| --------- \| ----------- \| -------------------- \| ---------------------- \| ------------- \| --------------------------- \| \| 1 \| 07-01-2007 \| Estadio Río Parapití, Pedro Juan Caballero, Paraguay \| Brasil \| 4-2 \| Chile \| \| \| \| José Sulantay \| Sudamericano Sub-20 de 2007 \| \| 2 \| 09-01-2007 \| Estadio Río Parapití, Pedro Juan Caballero, Paraguay \| Paraguay \| 1-0 \| Chile \| \| \| \| José Sulantay \| Sudamericano Sub-20 de 2007 \| \| 3 \| 13-01-2007 \| Estadio Río Parapití, Pedro Juan Caballero, Paraguay \| Perú \| 2-4 \| Chile \| 64' 79' \| \| \| José Sulantay \| Sudamericano Sub-20 de 2007 \| \| 4 \| 19-01-2007 \| Estadio Defensores del Chaco, Asunción, Paraguay \| Colombia \| 0-5 \| Chile \| 36' \| \| \| José Sulantay \| Sudamericano Sub-20 de 2007 \| \| 5 \| 21-01-2007 \| Estadio Feliciano Cáceres, Luque, Paraguay \| Brasil \| 2-2 \| Chile \| 84' · 90+4' \| \| \| José Sulantay \| Sudamericano Sub-20 de 2007 \| \| 6 \| 23-01-2007 \| Estadio Defensores del Chaco, Asunción, Paraguay \| Chile \| 0-0 \| Argentina \| \| \| \| José Sulantay \| Sudamericano Sub-20 de 2007 \| \| 7 \| 25-01-2007 \| Estadio Defensores del Chaco, Asunción, Paraguay \| Uruguay \| 1-1 \| Chile \| \| 15' a Nicolás Medina \| \| José Sulantay \| Sudamericano Sub-20 de 2007 \| \| 8 \| 28-01-2007 \| Estadio Defensores del Chaco, Asunción, Paraguay \| Chile \| 2-3 \| Paraguay \| 58' \| \| \| José Sulantay \| Sudamericano Sub-20 de 2007 \| \| 9 \| 01-07-2007 \| Estadio Nacional, Toronto, Canadá \| Canadá \| 0-3 \| Chile \| \| \| \| José Sulantay \| Copa Mundial Sub-20 de 2007 \| \| 10 \| 05-07-2007 \| Estadio de la Mancomunidad, Edmonton Canadá \| Chile \| 3-0 \| Congo \| 82' \| \| 83' por Jaime Grondona \| José Sulantay \| Copa Mundial Sub-20 de 2007 \| \| 11 \| 08-07-2007 \| Estadio Nacional, Toronto, Canadá \| Chile \| 0-0 \| Austria \| \| \| \| José Sulantay \| Copa Mundial Sub-20 de 2007 \| \| 12 \| 12-07-2007 \| Estadio Olímpico, Montreal, Canadá \| Chile \| 1-0 \| Portugal \| 45+1' \| \| \| José Sulantay \| Copa Mundial Sub-20 de 2007 \| \| 13 \| 19-07-2007 \| Estadio Nacional, Toronto, Canadá \| Chile \| 0-3 \| Argentina \| \| \| \| José Sulantay \| Copa Mundial Sub-20 de 2007 \| \| 14 \| 22-07-2007 \| Estadio Nacional, Toronto, Canadá \| Austria \| 0-1 \| Chile \| \| \| \| José Sulantay \| Copa Mundial Sub-20 de 2007 \| \| Total \| \| Presencias \| 14 \| \| Goles \| 8 \| \| \| \| \| |            |                                                      |          |           |           |             |                      |                        |               |                             |
| N.º | Fecha      | Estadio                                              | Local    | Resultado | Visitante | Goles       | Asistencias          | Cambio                 | DT            | Competición                 |
| 1 | 07-01-2007 | Estadio Río Parapití, Pedro Juan Caballero, Paraguay | Brasil   | 4-2       | Chile     |             |                      |                        | José Sulantay | Sudamericano Sub-20 de 2007 |
| 2 | 09-01-2007 | Estadio Río Parapití, Pedro Juan Caballero, Paraguay | Paraguay | 1-0       | Chile     |             |                      |                        | José Sulantay | Sudamericano Sub-20 de 2007 |
| 3 | 13-01-2007 | Estadio Río Parapití, Pedro Juan Caballero, Paraguay | Perú     | 2-4       | Chile     | 64' 79'     |                      |                        | José Sulantay | Sudamericano Sub-20 de 2007 |
| 4 | 19-01-2007 | Estadio Defensores del Chaco, Asunción, Paraguay     | Colombia | 0-5       | Chile     | 36'         |                      |                        | José Sulantay | Sudamericano Sub-20 de 2007 |
| 5 | 21-01-2007 | Estadio Feliciano Cáceres, Luque, Paraguay           | Brasil   | 2-2       | Chile     | 84' · 90+4' |                      |                        | José Sulantay | Sudamericano Sub-20 de 2007 |
| 6 | 23-01-2007 | Estadio Defensores del Chaco, Asunción, Paraguay     | Chile    | 0-0       | Argentina |             |                      |                        | José Sulantay | Sudamericano Sub-20 de 2007 |
| 7 | 25-01-2007 | Estadio Defensores del Chaco, Asunción, Paraguay     | Uruguay  | 1-1       | Chile     |             | 15' a Nicolás Medina |                        | José Sulantay | Sudamericano Sub-20 de 2007 |
| 8 | 28-01-2007 | Estadio Defensores del Chaco, Asunción, Paraguay     | Chile    | 2-3       | Paraguay  | 58'         |                      |                        | José Sulantay | Sudamericano Sub-20 de 2007 |
| 9 | 01-07-2007 | Estadio Nacional, Toronto, Canadá                    | Canadá   | 0-3       | Chile     |             |                      |                        | José Sulantay | Copa Mundial Sub-20 de 2007 |
| 10 | 05-07-2007 | Estadio de la Mancomunidad, Edmonton Canadá          | Chile    | 3-0       | Congo     | 82'         |                      | 83' por Jaime Grondona | José Sulantay | Copa Mundial Sub-20 de 2007 |
| 11 | 08-07-2007 | Estadio Nacional, Toronto, Canadá                    | Chile    | 0-0       | Austria   |             |                      |                        | José Sulantay | Copa Mundial Sub-20 de 2007 |
| 12 | 12-07-2007 | Estadio Olímpico, Montreal, Canadá                   | Chile    | 1-0       | Portugal  | 45+1'       |                      |                        | José Sulantay | Copa Mundial Sub-20 de 2007 |
| 13 | 19-07-2007 | Estadio Nacional, Toronto, Canadá                    | Chile    | 0-3       | Argentina |             |                      |                        | José Sulantay | Copa Mundial Sub-20 de 2007 |
| 14 | 22-07-2007 | Estadio Nacional, Toronto, Canadá                    | Austria  | 0-1       | Chile     |             |                      |                        | José Sulantay | Copa Mundial Sub-20 de 2007 |
| Total |            | Presencias                                           | 14       |           | Goles     | 8           |                      |                        |               |                             |

### Selección absoluta

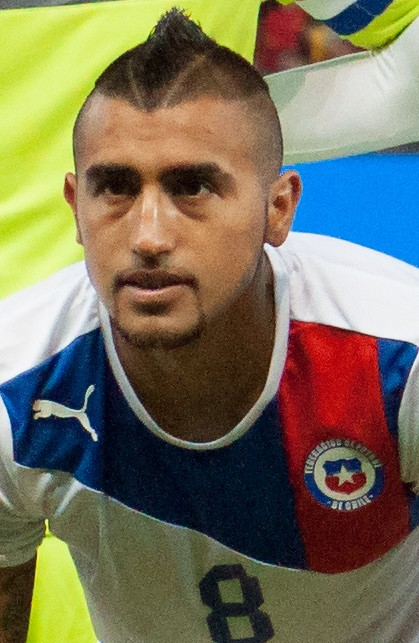
Vidal con en un partido

Vidal realizó su debut en la selección adulta el 7 de febrero de 2007 con solo 19 años, en un partido amistoso como visita contra Venezuela (1-0) en el Estadio José Encarnación Romero de Maracaibo ingresando al minuto 90+3' por su compañero en Colo Colo Humberto Suazo. Su primer partido como titular vino un par de meses después en abril contra Argentina en el Estadio Malvinas Argentinas, jugando los 90 minutos en los igualad 0-0. Tras disputar algunos amistosos cumpliendo un buen nivel, Vidal estuvo dentro de los planes del DT Nelson Acosta que lo iba a convocar a la Copa América 2007 de Venezuela a realizarse en junio, pero Vidal no pudo ser nominado para privilegiar su participación en la selección chilena Sub-20 que participaría del Mundial Juvenil.
Luego fue convocado por el nuevo entrenador de la selección Marcelo Bielsa para los amistosos ante las selecciones de Suiza y Austria en septiembre de 2007. En dicha gira, vio minutos en la derrota ante Suiza, jugando como lateral izquierdo.
Posteriormente, fue convocado a participar en un amistoso en noviembre de 2010 contra Uruguay en el Estadio Monumental de Colo-Colo (en Santiago). Allí marcó el segundo gol al minuto 74 tras un disparo de larga distancia que rechazo mal Fernando Muslera y terminó ingresando en su propio, tanto con el que Chile venció 2-0.
El 14 de octubre de 2014 Arturo volvió a convertir un gol por Chile después de 1 año (siendo de penal su último gol contra Colombia el 11 de octubre de 2013 por clasificatorias sudamericanas), fue en el Estadio Francisco Sánchez Rumoroso de Coquimbo contra Bolivia anotando el 2-2 final mediante lanzamiento penal y con frialdad al minuto 90+1' en un amistoso.
El 2 de junio de 2017, Vidal marcó un doblete por La Roja ante Burkina Faso (victoria 3-0) en un amistoso de preparación de cara a la Copa Confederaciones 2017, el primero al minuto 9 tras pase de Martín Rodríguez marcando el 1-0 con remate rasante y el segundo en un mano a mano contra el arquero Sawadogo al minuto 75, salió al minuto 77' por Yerko Leiva bajo una ovación del Estadio Nacional y de esta manera quedaba como el octavo máximo goleador de Chile superando a Humberto Suazo (21) y quedando con 22 anotaciones e igualando a Jorge Aravena.
El 24 de marzo de 2018, en el debut de la Era Rueda, Chile venció por 2-1 a Suecia en un amistoso disputado en el Friends Arena de Estocolmo y Vidal fue la figura del partido, anotó el 1-0 al minuto 21' tras un córner marcando con una especie de tijera. Al minuto 89 habilitó a Alexis Sánchez que disparó provocando la tapada del portero Kristoffer Nordfeldt, esto hizo que el debutante Marcos Bolados marcará el 2-1 final de rebote. Además en este partido El King se convirtió en el sexto goleador histórico de la Selección Chilena junto con Leonel Sánchez, Tres días después, el 27 de marzo llegó a 100 partidos defendiendo la camiseta de Chile junto con Jean Beausejour, convirtiéndose ambos en los sextos y séptimos jugadores que llegaron a los 100 partidos jugando por Chile, esto fue en el entretenido empate 0 a 0 con Dinamarca disputado en el Energi Nord Arena de Aalborg, Vidal jugó un buen partido saliendo reemplazado al minuto 81' por Bolados.
Posteriormente, el 20 de noviembre de 2018 marcó un doblete en la goleada 4-1 sobre Honduras en el Estadio Germán Becker de Temuco, marcó su primero personal al minuto 7 capturando un rebote marcando también el primero de la noche, poco después al minuto 34' y de penal puso el 2-0 parcial, salió al minuto 58' por Diego Valdés bajo una ovación del estadio. Además con 26 anotaciones, superaba las 24 de Leonel Sánchez y quedaba situado en el sexto puesto de los máximos goleadores en la historia de la selección chilena.
El 15 de octubre de 2019 marcó 1 gol en la estrecha victoria 3-2 sobre Guinea en el Estadio José Rico Pérez de Alicante, esto al minuto 74 de partido mediante lanzamiento penal marcando el 3-1 parcial y llegando a 28 goles por la selección chilena, quedando a uno solo del quinto máximo goleador histórico de la selección Carlos Caszely.

### Mundiales

#### Copa Mundial 2010

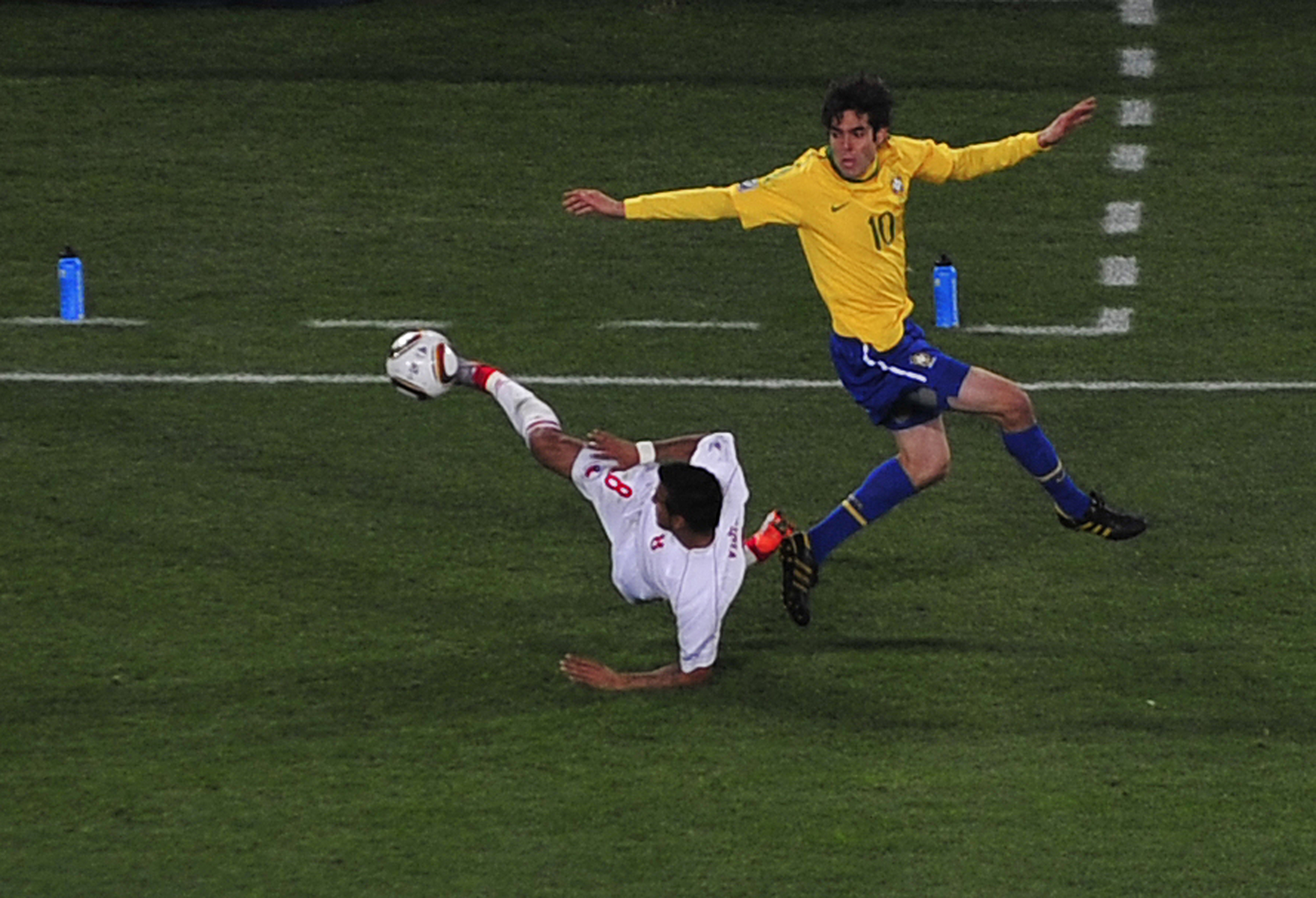
Vidal quitando el balón a Kaká en la Copa Mundial de Fútbol de 2010.

En junio de 2010, Marcelo Bielsa nominó a Vidal para el Mundial de Sudáfrica; instancia en que se consolidó como uno de los mejores jugadores jóvenes de su país. En el primer partido del Grupo H, jugado el 16 de junio en la ciudad de Nelspruit, se enfrentaron a la selección de Honduras y finalizó con victoria por 1-0 de Chile con gol de Jean Beausejour, Vidal fue titular y salió al minuto 81 por Pablo Contreras. En el segundo encuentro, jugado el 21 de junio en la ciudad de Puerto Elizabeth, se enfrentaron a la selección de Suiza y volvieron a vencer por 1-0 esta vez con anotación de Mark González y Vidal solo jugando los primeros 45 minutos siendo reemplazado por justamente Mark González. En el tercer partido, disputado el 25 de junio en la ciudad de Pretoria, Chile se enfrentó a la selección de España y cayó derrotada por 2-1 con Vidal jugando todo el partido. Chile logró clasificar segundo del grupo H a octavos de final, donde Chile quedó eliminado ante la selección de Brasil luego de perder por 3-0 con Vidal jugando todo el encuentro.
Vidal disputó los 4 partidos de Chile en el Mundial de Sudáfrica jugándolos todos de titular y estando 306 minutos en cancha.

#### Copa Mundial 2014

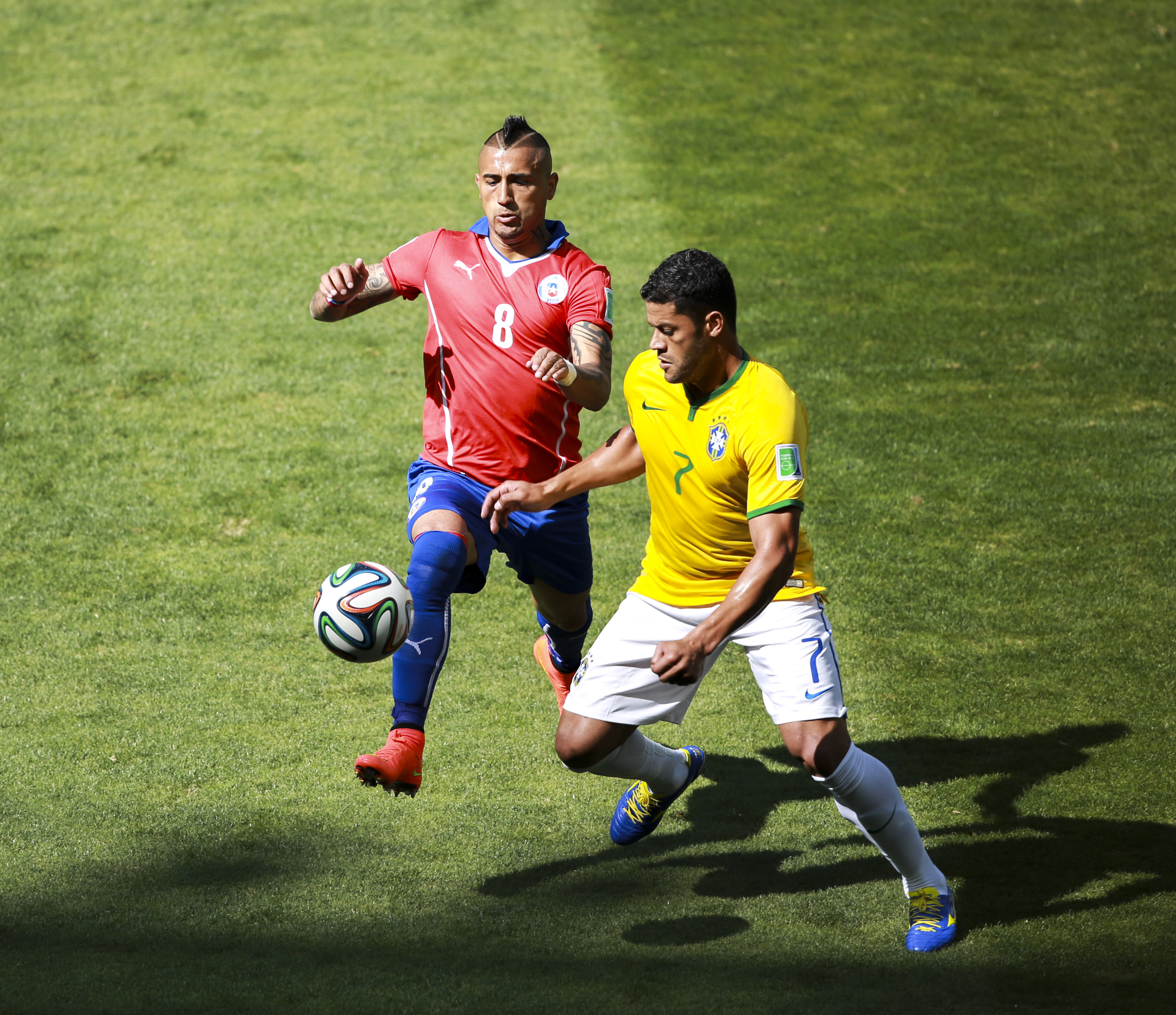
Vidal contra Hulk en el partido entre Chile y Brasil, durante la Copa Mundial de Fútbol de 2014.

La participación de Vidal en el Mundial de Brasil 2014 se mantuvo incierta debido a una lesión a los meniscos y a la posterior operación a la que fue sometido. De todas maneras, Vidal fue incluido en la nómina oficial de Jorge Sampaoli el día 1 de junio, viajando a Brasil junto al resto de sus compañeros.
Debutaron contra Australia en Cuiabá por la primera fecha del Grupo B y finalizó con victoria de Chile por 3-1 con anotaciones de Alexis Sánchez, Jorge Valdivia y Jean Beausejour, Vidal fue titular sin brillar saliendo un poco ofuscado al minuto 60 por Felipe Gutiérrez pero muestras de dolor en la rodilla. En el segundo partido enfrentaron a los actuales campeones del mundo en ese entonces España en el Estadio Maracaná, partido que finalizó con un histórico triunfo 2-0 para los dirigidos por Jorge Sampaoli y así clasificaban a la segunda fase del Mundial y más encima eliminando al campeón del mundo con Vidal como protagonista, en el primer gol dio un pase a Charles Aránguiz que desestabilizo a los defensas españoles y el "Príncipe" dejó solo a Eduardo Vargas para que marcase el 1-0 parcial, salió al minuto 88' por Carlos Carmona rengueando un poco. No jugó el último partido del grupo contra Holanda en el Arena do Sao Paulo, el cual finalizó con triunfo 2-0 para los holandeses con anotaciones de Leroy Fer y Memphis Depay, así finalizaron segundos en el Grupo B con 6 puntos, detrás de los holandeses. En octavos de final se enfrentaron al anfitrión y su bestia negra en mundiales: Brasil en el Estadio Mineirao de Belo Horizonte, los brazucas abrieron la cuenta al minuto 18 con gol de David Luiz, poco después al 32' Chile lo empató con Alexis Sánchez, al minuto 87 Vidal saldría por Mauricio Pinilla bajo una ovación de los chilenos presentes en el estadio, finalizados los noventa minutos terminaron igualados 1-1 al igual que en el tiempo extra lo que obligó a una definición a penales donde Brasil pasó por un ajustado 3 a 2 a cuartos de final tras el penal fallido de Gonzalo Jara.
Vidal jugó 3 de los 4 partidos de Chile en aquel Mundial jugando en los 3 desde la partida, disputando 235 minutos.

### Copas América

#### Copa América 2011
Fue nominado por el nuevo DT Claudio Borghi para disputar la Copa América 2011 en Argentina. Marcó un gol en el debut ante México el 4 de julio, el segundo de cabeza al minuto 73' con el que Chile ganó 2 a 1. Vidal también participó en el empate a 1 contra Uruguay el 8 de julio y no jugó el partido contra Perú el 12 de julio, debido a que Borghi decidió guardarlo para cuartos ya que había recibido amarilla en el partido, duelo el cual ganaron por 1-0 gracias a un autogol al minuto 90+3' y ese resultado permitió la clasificación en el 1.º puesto del Grupo C. En la fase de cuartos de final enfrentaron a la selección de Venezuela en San Juan, quedando eliminados al caer derrotados por 2-1.

#### Copa América 2015

Arturo Vidal formó la alineación de que ganó su primer título oficial tras ganarle en penales a la Selección Argentina la Final de la Copa América 2015.

El 31 de mayo de 2015, fue incluido en la nómina final por Jorge Sampaoli para disputar la Copa América 2015 en Chile.
El 11 de junio de 2015, cinco días después de jugar la final de la Champions 2014-15 con la Juventus de Turín, Vidal marcó el primer gol de la Copa América 2015 desde el punto penal tras recibir una falta dentro del área al minuto 64 de Miller Bolaños y convertirlo en gol desde los 12 pasos, marcando el primero en la victoria de Chile por 2-0 sobre los ecuatorianos en el Estadio Nacional. En la segunda fecha del Grupo A volvió a ser figura en la igualdad 3-3 contra México marcando 2 goles, marcó el primer gol del partido al minuto 22 mediante un cabezazo y su segundo personal al minuto 66 de penal decretando el tercer gol de Chile en aquel partido y también marcando el gol 1000 en la historia de la selección chilena, también en el segundo gol de la Roja asistió a Eduardo Vargas. Por la última fecha del grupo y tan solo 3 días después de su accidente con su Ferrari recibió una fuerte ovación del Estadio Nacional antes del partido con Bolivia, el cual ganaron 5-0 y Vidal fue titular saliendo en el entretiempo junto a Alexis Sánchez para darles descanso de cara a la segunda fase, siendo reemplazado por Matías Fernández cuando el marcador iba 2-0 a favor. De esta Chile terminaba líder de su grupo con 7 puntos y 10 goles a favor. En los cuartos de final se midieron ante el actual campeón Uruguay en el Estadio Nacional, al cual lograron vencer por la cuenta mínima al minuto 80 tras luchar una enormidad con gol de Mauricio Isla. En las semifinales se enfrentaron a Perú, al cual pudieron vencer por 2-1 con doblete de Eduardo Vargas y así volver a disputar una final de Copa América luego de 28 años.
La Final se jugó el día 4 de julio de 2015 en la que Chile enfrentó a la Argentina de Lionel Messi en un Estadio Nacional repleto, en una intensa final chilenos y argentinos igualaron 0-0 tras 120 minutos de mucha lucha, lo que obligó a definir al Campeón de América en lanzamientos penales, Vidal fue el segundo ejecutor en la selección chilena marcando el 2-1 final con algo de suspenso, después Gonzalo Higuaín elevó su disparo y a Ever Banega se lo atajó Bravo para que finalmente Alexis Sánchez anotara el cuarto y definitivo penal que le dio su primer título oficial a Chile en su historia. Vidal fue elegido el Jugador del Partido.
Jugó todos los partidos de Chile en esa Copa América, marcando 3 goles, 1 asistencia, disputando 525 minutos y siendo pieza clave en el primer título en la historia de la selección chilena. Además de quedar en el 11 ideal del torneo tras sus notables actuaciones.

#### Copa América Centenario

Arturo Vidal formó en la alineación de la Selección Chilena Bicampeóna que venció en penales a la Selección Argentina por la Final de la Copa América Centenario.

El 16 de mayo de 2016, fue incluido en la nómina final por Juan Antonio Pizzi para disputar la Copa América Centenario, celebrada en Estados Unidos.
A diferencia de la Copa América anterior, el debut no fue triunfal y perdieron por 2-1 contra Argentina en un pálido partido de Vidal y de todos sus compañeros. En el segundo partido lograron vencer con mucho sufrimiento a Bolivia por 2-1 con Vidal como la figura del encuentro, marcó el primer gol al minuto 45+1' tras pase de Mauricio Pinilla y al minuto 90+9' cobran penal a favor de Chile tras mano de un boliviano en el área, y al minuto 100 de partido Arturo con nervios de acero salvó a Chile de la eliminación y marcó el 2-1 final. Enfrentaron a Panamá por la última fecha del Grupo D, logrando vencer a los caribeños por 4-2 clasificándose a la segunda fase del torneo continental con 6 puntos pero con un juego deficiente, Vidal jugó de titular jugando un buen partido y saliendo reemplazado al minuto 89 por Pedro Pablo Hernández. En los cuartos de final enfrentaron a México, y a diferencia de los partidos anteriores en los que mostraron un bajo nivel, en este jugaron su mejor partido de la Copa y golearon por un histórico 7-0 a los aztecas, Vidal brindó 2 asistencias, la primera al minuto 49 habitando con una soberbia asistencia a Alexis para el 3-0 y la segunda al minuto 88 a Edson Puch para que marqué el 7-0 final, lamentablemente recibió una amarilla al minuto 38 tras una falta a Jesús Dueñas que lo dejó suspendido para las semifinales contra Colombia (victoria 2-0).
El 26 de junio de 2016 se jugó la Final de la Copa América Centenario nuevamente contra Argentina en una reedición de la final del año pasado, solo que ahora en el MetLife Stadium de Nueva Jersey y en Estados Unidos, las cosas empezaron mal para Chile ya que al minuto 28 expulsaron a Marcelo Díaz y Vidal tuvo que tomar el puesto de Díaz, no se notó esos 14 minutos que Chile estuvo con un jugador menos, ya que al minuto 42 hizo expulsar a Marcos Rojo e hizo recibir amarilla a Lionel Messi, que junto a Gary Medel, Charles Aránguiz y Jean Beausejour marcaron todo el partido sin darle respiró. Finalizaron los 120 minutos y al igual que el año pasado terminaron empatados 0 a 0, por lo que el campeón nuevamente se definiría desde lanzamientos penales, Chile empezó pateando y Vidal fue primero en patear siendo su remate atajado por Sergio Romero, pero eso no contrarresta el tremendo partido que hizo (uno de los mejores de su carrera), luego Lionel Messi erraría su disparo enviándola a las nubes, Chile convertiría sus otros 3 lanzamientos penales y Claudio Bravo le atajaría el cuarto penal argentino a Lucas Biglia para que Francisco Silva anotase el 4-2 final dándole su segundo título a Chile en su historia y consagrándose como "Bicampeones de América".
Vidal jugó 5 partidos en la Copa América Centenario, marcando 2 goles y dando 2 asistencias en los 479 minutos que jugó, y también fue incluido parte del 11 Ideal del torneo.

#### Copa Confederaciones 2017

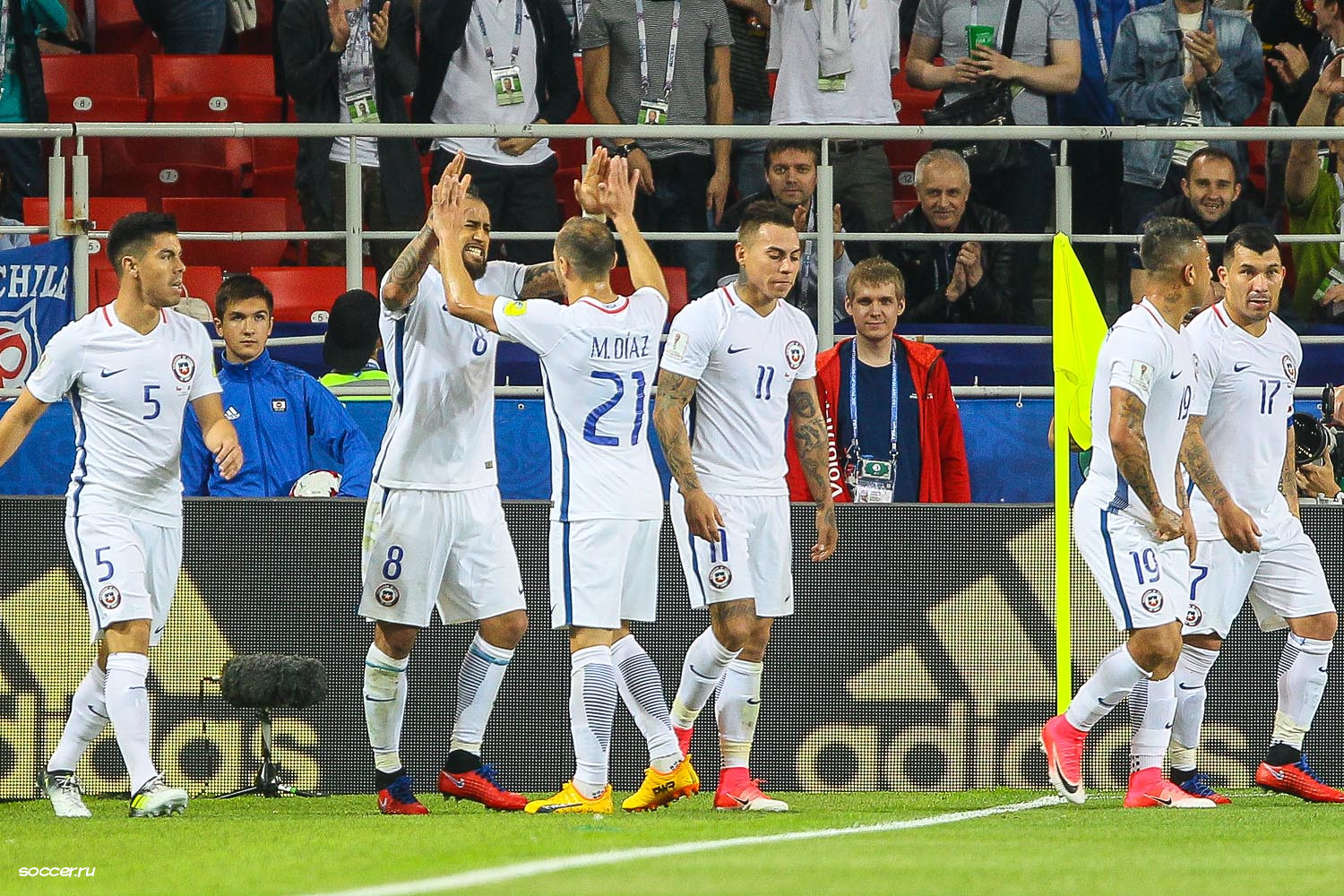
Arturo (segundo, de izquierda a derecha) celebrando junto a sus compañeros el triunfo sobre.

El 2 de junio de 2017, integró la nómina final de la selección chilena que disputaría la Copa Confederaciones 2017 celebrada en Rusia.
Debutaron contra Camerún y Arturo fue la figura del partido, asistió a Eduardo Vargas para que marqué el 1-0, pero fue anulado, y después recibió un centro de Sánchez para marcar de cabeza el 1-0 al minuto 81 superando a Jorge Aravena y quedando como el máximo anotador de los volantes de la selección chilena con 23 tantos, después al minuto 90+2' Eduardo Vargas marcó el 2-0 final. Volvió a ser clave en la segunda fecha en la igualdad 1-1 contra Alemania, los actuales campeones del mundo, al minuto 6 robo una pelota e hizo una pared con Alexis Sánchez para que este batiera a Marc-Andre Ter Stegen y marcase el 1-0 parcial y también su gol 38 para convertirse en el máximo goleador en la historia de Chile superando a Marcelo Salas, finalmente igualaron 1-1. En la última fecha del Grupo B igualaron 1-1 con Australia por lo que clasificaron a la segunda fase del torneo con 5 puntos, detrás de los alemanes. En las semifinales enfrentaron a la Portugal de Cristiano Ronaldo en el Kazán Arena, Vidal fue titular y jugó un gran partido, corriendo toda la cancha y anulando a CR7, al minuto 118 pudo anotar el gol del triunfo tras disparar una comba que se estrelló en el palo, terminaron igualados 0 a 0 en los 120 minutos por lo que se fueron a lanzamientos penales, Vidal fue el primero en patear por Chile y no falló, lo mismo hicieron Charles Aránguiz y Alexis Sánchez con sus lanzamientos y sumado a las 3 notables atajadas de Claudio Bravo, Chile se clasificó a la final venciendo 3-0 a Portugal en penales y accediendo a su tercera final consecutiva en tres años. En la Final se enfrentaron nuevamente a Alemania en el Estadio Krestovski de San Petersburgo donde cayeron por la cuenta mínima debido a un error de Marcelo Díaz.
Vidal jugó los 5 partidos de Chile en la Copa Confederaciones 2017 marcando 1 y brindando 1 asistencia en los 480 minutos que jugó (todos los minutos disputados por Chile en el torneo) y además siendo incluido parte del 11 ideal del torneo.

#### Copa América 2019
El 26 de mayo de 2019, fue incluido en la nómina final por Reinaldo Rueda para disputar la Copa América 2019, celebrada en Brasil.
A pesar de las polémicas vividas días previo al debut, empezaron muy bien goleando 4-0 al combinado Sub-21 de Japón con goles de Erick Pulgar, Alexis Sánchez y doblete de Eduardo Vargas, aunque para Vidal el partido no terminó bien ya que tuvo que salir al minuto 77 por Pedro Pablo Hernández debido a una lesión, ya más recuperado jugó prácticamente todo el partido en la victoria 2-1 sobre Ecuador saliendo al minuto 90+1' por Gonzalo Jara, debido a la amarilla recibida en el duelo anterior, Rueda decidió guardarlo y lo dejó en la banca en la derrota 0-1 con Uruguay en el Estadio Maracaná, así Chile terminaba segundo en el Grupo C con 6 puntos, detrás de los charrúas. En los cuartos de final se enfrentaron a Colombia en el Arena Corinthians, a Vidal le anularon un gol al minuto 70 tras revisión del VAR por fuera de juego, terminados los 90 minutos terminaron igualados 0-0, pateó el primer penal de la tanda con sangre fría anotando el 1-0, en el quinto penal colombiano William Tesillo erró su remate y Alexis Sánchez anotó su penal para que Chile avanzará a las semifinales del torneo por 5-4, Vidal fue elegido la "Figura del Partido". En semifinales se midieron contra el Perú de Ricardo Gareca en el Arena do Gremio, al minuto 21 un jugador incaico cayó sobre una de sus piernas lesionando al jugador, pero a pesar de eso decidió jugar todo el partido en el que no pudo hacer mucho ya que perdieron por un claro 3-0. En el partido por el tercer lugar enfrentaron a Argentina en el Arena Corinthians donde perdieron por 2-1 finalizando en el cuarto lugar y Vidal marcó el descuento chileno al minuto 58 vía lanzamiento penal.

### Clasificatorias

#### Clasificatorias Sudáfrica 2010
Debutó en partido oficiales por su selección frente a Argentina por la primera fecha de las Clasificatorias a Sudáfrica 2010 en el Estadio Monumental de Nuñez jugando los 90 minutos y recibiendo amarilla en la derrota como visitante por 2-0, en el segundo partido lograron vencer a su similar de Perú por 2-0 y con Vidal como protagonista ya que tras un globito se pasó a toda la defensa peruana para dejarlo a Matías Fernández mano a mano y marcase el 2-0 final. En la tercera fecha igualaron 2-2 con Uruguay en Montevideo logrando un histórico empate en tierras uruguayas (ya que nunca habían logrando sacar 1 punto ahí por Clasificatorias), aunque no todo fue alegría ya que Vidal recibió tarjeta amarilla sumada a la obtenida contra Argentina quedó suspendido para el cuarto duelo contra Paraguay de local (derrota 0-3).
Para las quintas y sextas fechas clasificatorias de junio de 2008 contra Bolivia y Venezuela fue dejado fuera de la selección adulta por el DT Marcelo Bielsa debido a que este se negará a jugar el torneo amistoso sub-21 Esperanzas de Toulon y también debido a problemas internos entre el jugador y el técnico. Sin embargo, en agosto del mismo año regresó tras dispulparse luego de lanzar unas polémicas declaraciones, siendo convocado nuevamente para jugar un partido amistoso frente a la Selección de Turquía, en Estambul, el cual terminó con derrota 1-0. En septiembre y octubre disputó de titular los partidos clasificatorios frente a las selecciones de Brasil con derrota por 0-3 de visita, Colombia con victoria por 4-0 de local, Ecuador con una derrota por 1-0 en Quito y entró al minuto 87 por Waldo Ponce jugando los últimos minutos del partido frente a Argentina en el Estadio Nacional en la histórica victoria por 1-0, siendo esta la primera victoria de Chile sobre Argentina por eliminatorias mundialistas.
Una lesión facial le impidió disputar los encuentros eliminatorios ante Perú y Uruguay del 26 de marzo y el 1 de abril de 2009, y regresó para jugar las últimas 4 fechas eliminatorias. Por la Fecha 15 convirtió 1 gol contra Venezuela en el Estadio Monumental de Santiago de Chile en el empate 2-2, convirtiendo además su primer gol por la selección chilena. En la fecha 16 solo jugó el primer tiempo en la caída 4-2 de visitante contra Brasil. En la fecha 17 Chile obtuvo la clasificación al Mundial el 10 de octubre de 2009, luego de vencer por 4-2 de visitante a la selección de Colombia en Medellín, con Vidal jugando todo el encuentro un deficiente partido al marcar un autogol y recibir una amarilla. Ya por la última fecha de clasificatorias vencieron de local por la cuenta mínima a Ecuador con gol de Humberto Suazo, Vidal jugó los primeros 66 minutos siendo reemplazado por Gonzalo Jara.
Vidal se convirtió en un habitual con Marcelo Bielsa jugando 11 duelos (10 de titular), marcando 1 gol y dando otras 2 asistencias en los 699 minutos que disputó durante las Clasificatorias a Sudáfrica 2010 en las que Chile clasificó en el segundo lugar a un solo punto de Brasil (su mejor campaña histórica en clasificatorias).

#### Clasificatorias Brasil 2014
Comenzaron de la peor manera posible las Clasificatorias a Brasil 2014 cayendo goleados por 4-1 contra Argentina en Buenos Aires, lograron recuperarse en la segunda fecha al vencer 4-2 a Perú en el Estadio Monumental, Vidal aportó su granito de arena ya que al minuto 2 de partido tras un tiro de esquina habilitó de cabeza a Waldo Ponce para que marcase el primero de la noche de cabeza precisamente. El 9 de noviembre de 2011, fue marginado de la selección por el entrenador Claudio Borghi, junto a sus compañeros Jorge Valdivia, Jean Beausejour, Gonzalo Jara y Carlos Carmona, debido a que se presentaron 45 minutos tarde y en un estado indefendible a la concentración del equipo, que se preparaba para enfrentar a la Selección de Uruguay dos días más tarde por la tercera fecha y posteriormente a Paraguay por la cuarta fecha, siendo sancionados todos con 10 partidos. Pero finalmente, el 19 de abril de 2012, y tras más de 5 meses de este incidente, la ANFP decide indultar a Arturo Vidal (podrá ser llamado para futuros partidos de La Roja), mientras que los demás participantes del "Caso Bautizazo" tendrán que cumplir el castigo.
El 2 de junio de 2012 tras 8 meses del incidente, vuelve a la Selección Chilena para jugar la quinta fecha de las Clasificatorias al Mundial de Brasil 2014 frente a Bolivia en La Paz, jugando un buen encuentro donde marcó el segundo gol que cerró el partido en una victoria para Chile por 2-0 de visita. Luego en el próximo encuentro jugó los 90 minutos en la victoria de visita 2-0 sobre Venezuela en Puerto La Cruz que significó para Chile ser líder por primera vez en su historia por Clasificatorias con 12 puntos en 6 fechas. Durante los siguientes partidos, Vidal fue duramente criticado debido a su rendimiento y su fuerte temperamento dentro de la cancha, en la derrota 1-3 contra Colombia en Santiago por la Fecha 7 y siendo expulsado frente a Ecuador en Quito (también derrota 3-1) en un partido clasificatorio y frente a Serbia en un amistoso, partido que también perdieron por 3-1.
Sin embargo tras la llegada de Jorge Sampaoli como DT de la selección, Vidal mejoró notablemente su rendimiento durante los siguientes partidos clasificatorios. El 7 de junio de 2013 frente a Paraguay en Asunción por la Fecha 13, Vidal cumplió con un buen rendimiento y fue la figura del partido, en el primer gol corrió casi hasta la línea de fondo para alcanzar una pelota que se iba a saque de meta para Paraguay, la pelota le quedó a Esteban Paredes que se la dio a Marcelo Díaz y este a Eduardo Vargas para que marcase un golazo desde fuera del área, después en el segundo gol recibió un centro de Alexis Sánchez que este alcanzó a desviar con la punta del pie marcando un golazo. Cuatro días más tarde por la Fecha 14, Vidal nuevamente anotó un gol, esta vez en la victoria por 3-1 frente a Bolivia de local. Las 2 siguientes fechas de las clasificatorias volvió a anotar en la victoria por 3-0 sobre Venezuela de local y en el empate a 3 contra Colombia en Barranquilla, donde anotó el primer gol de penal. La clasificación al Mundial de Brasil se consiguió la siguiente fecha tras vencer a Ecuador el 15 de octubre de 2013, logrando el tercer lugar con 28 puntos.
En la clasificatoria, Vidal fue el goleador de la selección junto a Eduardo Vargas con 5 goles, disputando 11 partidos (todos de titular) y jugando 986 minutos.

#### Clasificatorias Rusia 2018
Comenzaron su camino a Rusia 2018 el día 8 de octubre de 2015 frente a Brasil en el Estadio Nacional, donde lograron un histórico 2-0 con goles de Eduardo Vargas y Alexis Sánchez, Vidal aportó en el marcador, ya que al minuto 89 lideró una contra en la que terminó cediendo y dejando solo Alexis Sánchez para el 2-0 y así Chile empezaba con 3 puntos de oro estas Clasificatorias y volviendo a derrotar a la Scratch después de 15 años. En la segunda fecha vencieron por un sufrido 4-3 a Perú en Lima logrando 6 puntos de 6 posibles en el inicio de las Clasificatorias, Vidal saldría al minuto 67 por Felipe Gutiérrez. En la tercera fecha igualaron 1-1 con Colombia en Santiago y Vidal marcó el gol chileno de cabeza al minuto 45+1' mediante tiro libre de Matías Fernández, en la cuarta fecha cayeron por un claro 3-0 ante Uruguay en Montevideo y para peor al minuto 14 recibió amarilla, que sumada a la amarilla recibida contra Colombia, quedó suspendido para el duelo de la quinta fecha contra Argentina de local (derrota 1-2).
Regresó para la sexta contra Venezuela en Barinas, partido en el que anotó un doblete en la goleada 4-1 sobre los venezolanos, el primero fue al minuto 71 tras pase de Fabián Orellana marcando el tercer gol y cerró el triunfo al minuto 90+1' tras pase de Alexis Sánchez. Por la séptima fecha marcó el descuento al minuto 36 de cabeza (tras tiro libre de Charles Aránguiz) en la caída 2-1 contra Paraguay en Asunción. Los malos resultados seguirían en las Fechas 8 y 9 empatando 0-0 con Bolivia de local y cayendo 0-3 contra Ecuador en Quito, y así Chile salía de la zona de clasificación, por lo que debía vencer a Perú en el Estadio Nacional la próxima fecha para seguir con chances de clasificar.
Contra Perú por la Fecha 10, Vidal jugó uno de los mejores partidos de su carrera, al minuto 9 de partido marcó de cabeza el 1-0 parcial tras centro de Mauricio Isla, al 34' recibió una fuerte falta por parte de Carlos Lobatón que lo dejó en el piso durante varios minutos, pero después volvió a la cancha pese a sus molestias físicas, al minuto 75' empató Edison Flores poniendo la cuota de incertidumbre para Chile ya que lo dejaba lejos de los puestos de clasificación, diez minutos después al 85' Vidal disparó un potente remate desde afuera del área que se coló en la ratonera derecha del arco de Pedro Gallese para marcar el 2-1 final; finalmente salió al minuto 89' por Erick Pulgar bajo una ovación del estadio, siendo elegido la figura del partido y dejando a su selección a 2 puntos del repechaje. En el triunfo de local 3-1 sobre Uruguay, recibió cartulina amarilla al minuto 33, que sumada a la amarilla contra Bolivia, quedó nuevamente suspendido contra Argentina nuevamente, en el duelo contra los charrúas jugó un bajo encuentro debido a unas molestias físicas tan así que salió al minuto 57 por Leonardo Valencia por un desgarro que lo dejó 3 semanas fuera de las canchas.
El 31 de agosto de 2017 por la Fecha 15 de las clasificatorias perderían por un claro 3-0 ante Paraguay en el Estadio Monumental, Vidal para su mala suerte abrió el marcador para los guaraníes anotado un autogol tras un tiro libre intentando despejar la metió en el ángulo en un lugar inalcanzable para Claudio Bravo. Tras este partido Vidal lanzaría un polémico tuit poniendo en duda su continuidad en la selección:
En el próximo partido, volvieron a perder, esta vez por 1-0 ante Bolivia en La Paz poniendo en serio riesgo su clasificación al Mundial de Rusia, Vidal volvió a jugar otro bajo partido y salió lesionado al minuto 79 por Leonardo Valencia.

"Dos partidos y el mundial me queda."—Arturo Vidal, después del partido con Bolivia en La Paz por las Clasificatorias a Rusia 2018.—

Para la última doble fecha clasificatoria tendrían una titánica misión al tener que sacar mínimo 4 puntos para ir directamente al Mundial contra Ecuador de local y Brasil de visita (a quien nunca habían sacado 1 punto de visitante por clasificatorias). En el primer duelo lograron vencer sufridamente por 2-1 a los ecuatorianos en el Estadio Monumental con agónico gol de Alexis Sánchez con Arturo teniendo un papel importante ya que al minuto 87 de partido corrió desde el mediocampo, robando una pelota, se la cedió a Felipe Gutiérrez, este disparó, tapó Banguera y el rebote le quedó a Alexis para que marcase el segundo gol chileno de la noche, para su mala suerte recibió tarjeta amarilla al minuto 59, que sumada a la obtenida contra Paraguay, lo dejó fuera para el "duelo final" contra Brasil. En el último partido Chile cayó por un claro 3-0 ante Brasil en el Allianz Parque quedando eliminado de Rusia 2018. Minutos después de la eliminación anunció su retiro internacional de la selección vía Instagram, pero 24 horas después revirtió su decisión argumentando que es un "guerrero" y que "nunca abandonaría" Chile.
Vidal jugó 15 partidos y anotó 6 goles en las Clasificatorias a Rusia 2018 (5 de manera a consecutiva), solo perdiéndose 3 duelos todos por suspensión pero vitales como los 2 contra Argentina (local y visita) y Brasil (visita), disputado 1.459 minutos durante la clasificatoria.

#### Participaciones en Copas del Mundo
| Mundial                  | Sede      | Resultado        | Partidos | Goles | Asis. |
| ------------------------ | --------- | ---------------- | -------- | ----- | ----- |
| Copa Mundial Sub-20 2007 | Canadá    | Tercer lugar     | 6        | 2     | 0     |
| Copa Mundial 2010        | Sudáfrica | Octavos de final | 4        | 0     | 0     |
| Copa Mundial 2014        | Brasil    | Octavos de final | 3        | 0     | 0     |
| Total                    | Total     | Total            | 13       | 2     | 0     |

#### Participaciones en Copas FIFA Confederaciones
| Copa                      | Sede  | Resultado  | Partidos | Goles | Asis. |
| ------------------------- | ----- | ---------- | -------- | ----- | ----- |
| Copa Confederaciones 2017 | Rusia | Subcampeón | 5        | 1     | 1     |

#### Participaciones en Copa América
| Torneo                  | Sede           | Resultado        | Partidos | Goles | Asis. |
| ----------------------- | -------------- | ---------------- | -------- | ----- | ----- |
| Copa América 2011       | Argentina      | Cuartos de final | 3        | 1     | 0     |
| Copa América 2015       | Chile          | Campeón          | 6        | 3     | 1     |
| Copa América Centenario | Estados Unidos | Campeón          | 5        | 2     | 2     |
| Copa América 2019       | Brasil         | Cuarto lugar     | 5        | 1     | 0     |
| Copa América 2021       | Brasil         | Cuartos de final | 5        | 0     | 0     |
| Total                   | Total          | Total            | 24       | 7     | 3     |

#### Participaciones en Clasificatorias a Copas del Mundo
| Eliminatorias                   | Sede       | Resultado    | Posición   | Partidos | Goles | Asis. |
| ------------------------------- | ---------- | ------------ | ---------- | -------- | ----- | ----- |
| Eliminatorias Sudáfrica 2010    | Sudamérica | Clasificado  | 2.º lugar  | 11       | 1     | 2     |
| Eliminatorias Brasil 2014       | Sudamérica | Clasificado  | 3.er lugar | 11       | 5     | 1     |
| Eliminatorias Rusia 2018        | Sudamérica | Eliminado    | 6.º lugar  | 15       | 6     | 0     |
| Eliminatorias Catar 2022        | Sudamérica | Eliminado    | 7.º lugar  | 13       | 4     | 0     |
| Eliminatorias Norteamérica 2026 | Sudamérica | Disputándose |            | 7        | 1     | 0     |
| Total                           | Total      | Total        | Total      | 57       | 17    | 3     |

### Partidos internacionales
Actualizado hasta el 19 de noviembre de 2024.
| Partidos internacionales | Partidos internacionales | Partidos internacionales                       | Partidos internacionales | Partidos internacionales | Partidos internacionales | Partidos internacionales | Partidos internacionales               | Partidos internacionales | Partidos internacionales            |
| N.º                      | Fecha                    | Estadio                                        | Local                    | Resultado                | Visitante                | Goles                    | Asistencias                            | DT                       | Competición                         |
| ------------------------ | ------------------------ | ---------------------------------------------- | ------------------------ | ------------------------ | ------------------------ | ------------------------ | -------------------------------------- | ------------------------ | ----------------------------------- |
| 1                        | 7 de febrero de 2007     | José E. Romero, Maracaibo, Venezuela           | Venezuela                | 0-1                      | Chile                    |                          |                                        | Nelson Acosta            | Amistoso                            |
| 2                        | 18 de abril de 2007      | Malvinas Argentinas, Mendoza, Argentina        | Argentina                | 0-0                      | Chile                    |                          |                                        | Nelson Acosta            | Amistoso                            |
| 3                        | 2 de junio de 2007       | Ricardo Saprissa Aymá, San José, Costa Rica    | Costa Rica               | 2-0                      | Chile                    |                          |                                        | Nelson Acosta            | Amistoso                            |
| 4                        | 5 de junio de 2007       | Estadio Nacional, Kingston, Jamaica            | Jamaica                  | 0-1                      | Chile                    |                          |                                        | Nelson Acosta            | Amistoso                            |
| 5                        | 7 de septiembre de 2007  | Estadio Ernst Happel, Viena, Austria           | Suiza                    | 2-1                      | Chile                    |                          | 53' a Alexis Sánchez                   | Marcelo Bielsa           | Amistoso                            |
| 6                        | 13 de octubre de 2007    | Monumental, Buenos Aires, Argentina            | Argentina                | 2-0                      | Chile                    |                          |                                        | Marcelo Bielsa           | Clasificatorias a Sudáfrica 2010    |
| 7                        | 17 de octubre de 2007    | Estadio Nacional, Santiago, Chile              | Chile                    | 2-0                      | Perú                     |                          | 52' a Matías Fernández                 | Marcelo Bielsa           | Clasificatorias a Sudáfrica 2010    |
| 8                        | 18 de noviembre de 2007  | Centenario, Montevideo, Uruguay                | Uruguay                  | 2-2                      | Chile                    |                          |                                        | Marcelo Bielsa           | Clasificatorias a Sudáfrica 2010    |
| 9                        | 26 de marzo de 2008      | Ramat Gan Stadium, Ramat Gan Israel            | Israel                   | 1-0                      | Chile                    |                          |                                        | Marcelo Bielsa           | Amistoso                            |
| 10                       | 20 de agosto de 2008     | Estadio İsmetpaşa, İzmit, Turquía              | Turquía                  | 1-0                      | Chile                    |                          |                                        | Marcelo Bielsa           | Amistoso                            |
| 11                       | 7 de septiembre de 2008  | Estadio Nacional, Santiago, Chile              | Chile                    | 0-3                      | Brasil                   |                          |                                        | Marcelo Bielsa           | Clasificatorias a Sudáfrica 2010    |
| 12                       | 10 de septiembre de 2008 | Estadio Nacional, Santiago, Chile              | Chile                    | 4-0                      | Colombia                 |                          | 71' a Matías Fernández                 | Marcelo Bielsa           | Clasificatorias a Sudáfrica 2010    |
| 13                       | 12 de octubre de 2008    | Estadio Olímpico Atahualpa, Quito, Ecuador     | Ecuador                  | 1-0                      | Chile                    |                          |                                        | Marcelo Bielsa           | Clasificatorias a Sudáfrica 2010    |
| 14                       | 15 de octubre de 2008    | Estadio Nacional, Santiago, Chile              | Chile                    | 1-0                      | Argentina                |                          |                                        | Marcelo Bielsa           | Clasificatorias a Sudáfrica 2010    |
| 15                       | 11 de febrero de 2009    | Estadio Peter Mokaba, Polokwane, Sudáfrica     | Sudáfrica                | 0-2                      | Chile                    |                          |                                        | Marcelo Bielsa           | Amistoso                            |
| 16                       | 12 de agosto de 2009     | Estadio Brøndby, Copenhague, Dinamarca         | Dinamarca                | 1-2                      | Chile                    |                          |                                        | Marcelo Bielsa           | Amistoso                            |
| 17                       | 6 de septiembre de 2009  | Estadio Monumental, Santiago, Chile            | Chile                    | 2-2                      | Venezuela                | 11'                      |                                        | Marcelo Bielsa           | Clasificatorias a Sudáfrica 2010    |
| 18                       | 10 de septiembre de 2009 | Roberto Santos, Salvador de Bahía, Brasil      | Brasil                   | 4-2                      | Chile                    |                          |                                        | Marcelo Bielsa           | Clasificatorias a Sudáfrica 2010    |
| 19                       | 10 de octubre de 2009    | Atanasio Girardot, Medellín, Colombia          | Colombia                 | 2-4                      | Chile                    |                          |                                        | Marcelo Bielsa           | Clasificatorias a Sudáfrica 2010    |
| 20                       | 14 de octubre de 2009    | Estadio Monumental, Santiago, Chile            | Chile                    | 1-0                      | Ecuador                  |                          |                                        | Marcelo Bielsa           | Clasificatorias a Sudáfrica 2010    |
| 21                       | 17 de noviembre de 2009  | Štadión pod Dubňom, Žilina, Eslovaquia         | Eslovaquia               | 1-2                      | Chile                    |                          | 55' a Esteban Paredes                  | Marcelo Bielsa           | Amistoso                            |
| 22                       | 16 de mayo de 2010       | Azteca, Ciudad de México, México               | México                   | 1-0                      | Chile                    |                          |                                        | Marcelo Bielsa           | Amistoso                            |
| 23                       | 31 de mayo de 2010       | Estadio Bicentenario Municipal, Chillán, Chile | Chile                    | 1-0                      | Irlanda del Norte        |                          |                                        | Marcelo Bielsa           | Amistoso                            |
| 24                       | 16 de junio de 2010      | Estadio Mbombela, Nelspruit, Sudáfrica         | Honduras                 | 0-1                      | Chile                    |                          |                                        | Marcelo Bielsa           | Copa Mundial de 2010                |
| 25                       | 21 de junio de 2010      | Nelson Mandela Bay, Port Elizabeth, Sudáfrica  | Chile                    | 1-0                      | Suiza                    |                          |                                        | Marcelo Bielsa           | Copa Mundial de 2010                |
| 26                       | 25 de junio de 2010      | Estadio Loftus Versfeld, Pretoria, Sudáfrica   | Chile                    | 1-2                      | España                   |                          |                                        | Marcelo Bielsa           | Copa Mundial de 2010                |
| 27                       | 28 de junio de 2010      | Estadio Ellis Park, Johannesburgo, Sudáfrica   | Brasil                   | 3-0                      | Chile                    |                          |                                        | Marcelo Bielsa           | Copa Mundial de 2010                |
| 28                       | 17 de noviembre de 2010  | Estadio Monumental, Santiago, Chile            | Chile                    | 2-0                      | Uruguay                  | 74'                      |                                        | Marcelo Bielsa           | Amistoso                            |
| 29                       | 26 de marzo de 2011      | Dr. Magalhães Pessoa, Leiría, Portugal         | Portugal                 | 1-1                      | Chile                    |                          |                                        | Claudio Borghi           | Amistoso                            |
| 30                       | 29 de marzo de 2011      | Kyocera Stadion, La Haya, Holanda              | Chile                    | 2-0                      | Colombia                 |                          |                                        | Claudio Borghi           | Amistoso                            |
| 31                       | 23 de junio de 2011      | Defensores del Chaco, Asunción, Paraguay       | Paraguay                 | 0-0                      | Chile                    |                          |                                        | Claudio Borghi           | Amistoso                            |
| 32                       | 4 de julio de 2011       | Estadio del Bicentenario, San Juan, Argentina  | Chile                    | 2-1                      | México                   | 73'                      |                                        | Claudio Borghi           | Copa América 2011                   |
| 33                       | 8 de julio de 2011       | Malvinas Argentinas, Mendoza, Argentina        | Uruguay                  | 1-1                      | Chile                    |                          |                                        | Claudio Borghi           | Copa América 2011                   |
| 34                       | 17 de julio de 2011      | Estadio del Bicentenario, San Juan, Argentina  | Chile                    | 1-2                      | Venezuela                |                          |                                        | Claudio Borghi           | Copa América 2011                   |
| 35                       | 10 de octubre de 2011    | Stade de la Mosson, Montpellier, Francia       | Francia                  | 1-1                      | Chile                    |                          |                                        | Claudio Borghi           | Amistoso                            |
| 36                       | 2 de septiembre de 2011  | AFG Arena, San Galo, Suiza                     | España                   | 3-2                      | Chile                    |                          |                                        | Claudio Borghi           | Amistoso                            |
| 37                       | 4 de septiembre de 2011  | Cornellà-El Prat, Barcelona, España            | Chile                    | 0-1                      | México                   |                          |                                        | Claudio Borghi           | Amistoso                            |
| 38                       | 7 de octubre de 2011     | Monumental, Buenos Aires, Argentina            | Argentina                | 4-1                      | Chile                    |                          |                                        | Claudio Borghi           | Clasificatorias a Brasil 2014       |
| 39                       | 11 de octubre de 2011    | Estadio Monumental, Santiago, Chile            | Chile                    | 4-2                      | Perú                     |                          | 2' a Waldo Ponce                       | Claudio Borghi           | Clasificatorias a Brasil 2014       |
| 40                       | 2 de junio de 2012       | Hernando Siles, La Paz, Bolivia                | Bolivia                  | 0-2                      | Chile                    | 83'                      |                                        | Claudio Borghi           | Clasificatorias a Brasil 2014       |
| 41                       | 9 de junio de 2012       | Estadio Olímpico, Puerto La Cruz, Venezuela    | Venezuela                | 0-2                      | Chile                    |                          |                                        | Claudio Borghi           | Clasificatorias a Brasil 2014       |
| 42                       | 11 de septiembre de 2012 | Estadio Monumental, Santiago, Chile            | Chile                    | 1-3                      | Colombia                 |                          |                                        | Claudio Borghi           | Clasificatorias a Brasil 2014       |
| 43                       | 12 de octubre de 2012    | Estadio Olímpico Atahualpa, Quito, Ecuador     | Ecuador                  | 3-1                      | Chile                    |                          |                                        | Claudio Borghi           | Clasificatorias a Brasil 2014       |
| 44                       | 14 de noviembre de 2012  | AFG Arena, San Galo, Suiza                     | Chile                    | 1-3                      | Serbia                   |                          |                                        | Claudio Borghi           | Amistoso                            |
| 45                       | 6 de febrero de 2013     | Vicente Calderón, Madrid, España               | Chile                    | 2-1                      | Egipto                   |                          |                                        | Jorge Sampaoli           | Amistoso                            |
| 46                       | 7 de junio de 2013       | Defensores del Chaco, Asunción, Paraguay       | Paraguay                 | 1-2                      | Chile                    | 56'                      |                                        | Jorge Sampaoli           | Clasificatorias a Brasil 2014       |
| 47                       | 11 de junio de 2013      | Estadio Nacional, Santiago, Chile              | Chile                    | 3-1                      | Bolivia                  | 90+2'                    |                                        | Jorge Sampaoli           | Clasificatorias a Brasil 2014       |
| 48                       | 14 de agosto de 2013     | Estadio Brøndby, Copenhague, Dinamarca         | Irak                     | 0-6                      | Chile                    |                          |                                        | Jorge Sampaoli           | Amistoso                            |
| 49                       | 6 de septiembre de 2013  | Estadio Nacional, Santiago                     | Chile                    | 3-0                      | Venezuela                | 85'                      |                                        | Jorge Sampaoli           | Clasificatorias a Brasil 2014       |
| 50                       | 10 de septiembre de 2013 | Stade de Genève, Ginebra, Suiza                | España                   | 2-2                      | Chile                    |                          |                                        | Jorge Sampaoli           | Amistoso                            |
| 51                       | 11 de octubre de 2013    | Estadio Metropolitano, Barranquilla, Colombia  | Colombia                 | 3-3                      | Chile                    | 18'                      |                                        | Jorge Sampaoli           | Clasificatorias a Brasil 2014       |
| 52                       | 15 de octubre de 2013    | Estadio Nacional, Santiago, Chile              | Chile                    | 2-1                      | Ecuador                  |                          |                                        | Jorge Sampaoli           | Clasificatorias a Brasil 2014       |
| 53                       | 5 de marzo de 2014       | Mercedes-Benz Arena, Stuttgart, Alemania       | Alemania                 | 1-0                      | Chile                    |                          |                                        | Jorge Sampaoli           | Amistoso                            |
| 54                       | 4 de junio de 2014       | Estadio Elías Figueroa, Valparaíso, Chile      | Chile                    | 2-0                      | Irlanda del Norte        |                          |                                        | Jorge Sampaoli           | Amistoso                            |
| 55                       | 13 de junio de 2014      | Arena Pantanal, Cuiabá, Brasil                 | Chile                    | 3-1                      | Australia                |                          |                                        | Jorge Sampaoli           | Copa Mundial de 2014                |
| 56                       | 18 de junio de 2014      | Maracaná, Río de Janeiro, Brasil               | España                   | 0-2                      | Chile                    |                          |                                        | Jorge Sampaoli           | Copa Mundial de 2014                |
| 57                       | 28 de junio de 2014      | Mineirão, Belo Horizonte, Brasil               | Brasil                   | 1-1 3-2p                 | Chile                    |                          |                                        | Jorge Sampaoli           | Copa Mundial de 2014                |
| 58                       | 6 de septiembre de 2014  | Levi's Stadium, Santa Clara, EEUU              | México                   | 0-0                      | Chile                    |                          |                                        | Jorge Sampaoli           | Amistoso                            |
| 59                       | 10 de octubre de 2014    | Estadio Elías Figueroa, Valparaíso, Chile      | Chile                    | 3-0                      | Perú                     |                          |                                        | Jorge Sampaoli           | Amistoso                            |
| 60                       | 14 de octubre de 2014    | Francisco Sánchez Rumoroso, Coquimbo, Chile    | Chile                    | 2-2                      | Bolivia                  | 90+1'                    |                                        | Jorge Sampaoli           | Amistoso                            |
| 61                       | 14 de noviembre de 2014  | Estadio CAP, Talcahuano, Chile                 | Chile                    | 5-0                      | Venezuela                |                          |                                        | Jorge Sampaoli           | Amistoso                            |
| 62                       | 18 de noviembre de 2014  | Estadio Monumental, Santiago, Chile            | Chile                    | 1-2                      | Uruguay                  |                          |                                        | Jorge Sampaoli           | Amistoso                            |
| 63                       | 29 de marzo de 2015      | Emirates Stadium, Londres, Inglaterra          | Brasil                   | 1-0                      | Chile                    |                          |                                        | Jorge Sampaoli           | Amistoso                            |
| 64                       | 11 de junio de 2015      | Estadio Nacional, Santiago, Chile              | Chile                    | 2-0                      | Ecuador                  | 66'                      |                                        | Jorge Sampaoli           | Copa América 2015                   |
| 65                       | 15 de junio de 2015      | Estadio Nacional, Santiago, Chile              | Chile                    | 3-3                      | México                   | 22' · 56'                | 42' a Eduardo Vargas                   | Jorge Sampaoli           | Copa América 2015                   |
| 66                       | 19 de junio de 2015      | Estadio Nacional, Santiago, Chile              | Chile                    | 5-0                      | Bolivia                  |                          |                                        | Jorge Sampaoli           | Copa América 2015                   |
| 67                       | 24 de junio de 2015      | Estadio Nacional, Santiago, Chile              | Chile                    | 1-0                      | Uruguay                  |                          |                                        | Jorge Sampaoli           | Copa América 2015                   |
| 68                       | 29 de junio de 2015      | Estadio Nacional, Santiago, Chile              | Chile                    | 2-1                      | Perú                     |                          |                                        | Jorge Sampaoli           | Copa América 2015                   |
| 69                       | 4 de julio de 2015       | Estadio Nacional, Santiago, Chile              | Chile                    | 0-0 4-1p                 | Argentina                |                          |                                        | Jorge Sampaoli           | Copa América 2015                   |
| 70                       | 8 de octubre de 2015     | Estadio Nacional, Santiago, Chile              | Chile                    | 2-0                      | Brasil                   |                          |                                        | Jorge Sampaoli           | Clasificatorias a Rusia 2018        |
| 71                       | 13 de octubre de 2015    | Estadio Nacional, Lima, Perú                   | Perú                     | 3-4                      | Chile                    |                          |                                        | Jorge Sampaoli           | Clasificatorias a Rusia 2018        |
| 72                       | 12 de noviembre de 2015  | Estadio Nacional, Santiago, Chile              | Chile                    | 1-1                      | Colombia                 | 45+1'                    |                                        | Jorge Sampaoli           | Clasificatorias a Rusia 2018        |
| 73                       | 17 de noviembre de 2015  | Centenario, Montevideo, Uruguay                | Uruguay                  | 3-0                      | Chile                    |                          |                                        | Jorge Sampaoli           | Clasificatorias a Rusia 2018        |
| 74                       | 29 de marzo de 2016      | Estadio Agustín Tovar, Barinas, Venezuela      | Venezuela                | 1-4                      | Chile                    | 72' · 90+2'              |                                        | Juan A. Pizzi            | Clasificatorias a Rusia 2018        |
| 75                       | 1 de junio de 2016       | Estadio Qualcomm, San Diego, EEUU              | México                   | 1-0                      | Chile                    |                          |                                        | Juan A. Pizzi            | Amistoso                            |
| 76                       | 6 de junio de 2016       | Levi's Stadium, Santa Clara, EEUU              | Argentina                | 2-1                      | Chile                    |                          |                                        | Juan A. Pizzi            | Copa América Centenario             |
| 77                       | 10 de junio de 2016      | Gillette Stadium, Foxborough, EEUU             | Chile                    | 2-1                      | Bolivia                  | 45+1' · 90+10'           |                                        | Juan A. Pizzi            | Copa América Centenario             |
| 78                       | 14 de junio de 2016      | Lincoln Financial Field, Filadelfia, EEUU      | Chile                    | 4-2                      | Panamá                   |                          |                                        | Juan A. Pizzi            | Copa América Centenario             |
| 79                       | 18 de junio de 2016      | Levi's Stadium, Santa Clara, EEUU              | México                   | 0-7                      | Chile                    |                          | 49' a Alexis Sánchez, 88' a Edson Puch | Juan A. Pizzi            | Copa América Centenario             |
| 80                       | 26 de junio de 2016      | MetLife Stadium, East Rutherford, EEUU         | Argentina                | 0-0 2-4p                 | Chile                    |                          |                                        | Juan A. Pizzi            | Copa América Centenario             |
| 81                       | 1 de septiembre de 2016  | Defensores del Chaco, Asunción, Paraguay       | Paraguay                 | 2-1                      | Chile                    | 36'                      |                                        | Juan A. Pizzi            | Clasificatorias a Rusia 2018        |
| 82                       | 6 de septiembre de 2016  | Estadio Monumental, Santiago, Chile            | Chile                    | 3-0                      | Bolivia                  |                          |                                        | Juan A. Pizzi            | Clasificatorias a Rusia 2018        |
| 83                       | 6 de octubre de 2016     | Estadio Olímpico Atahualpa, Quito, Ecuador     | Ecuador                  | 3-0                      | Chile                    |                          |                                        | Juan A. Pizzi            | Clasificatorias a Rusia 2018        |
| 84                       | 11 de octubre de 2016    | Estadio Nacional, Santiago, Chile              | Chile                    | 2-1                      | Perú                     | 9' · 85'                 |                                        | Juan A. Pizzi            | Clasificatorias a Rusia 2018        |
| 85                       | 10 de noviembre de 2016  | Estadio Metropolitano, Barranquilla, Colombia  | Colombia                 | 0-0                      | Chile                    |                          |                                        | Juan A. Pizzi            | Clasificatorias a Rusia 2018        |
| 86                       | 15 de noviembre de 2016  | Estadio Nacional, Santiago, Chile              | Chile                    | 3-1                      | Uruguay                  |                          |                                        | Juan A. Pizzi            | Clasificatorias a Rusia 2018        |
| 87                       | 28 de marzo de 2017      | Estadio Monumental, Santiago, Chile            | Chile                    | 3-1                      | Venezuela                |                          |                                        | Juan A. Pizzi            | Clasificatorias a Rusia 2018        |
| 88                       | 2 de junio de 2017       | Estadio Nacional, Santiago, Chile              | Chile                    | 3-0                      | Burkina Faso             | 10' · 75'                |                                        | Juan A. Pizzi            | Amistoso                            |
| 89                       | 9 de junio de 2017       | VEB Arena, Moscú, Rusia                        | Rusia                    | 1-1                      | Chile                    |                          |                                        | Juan A. Pizzi            | Amistoso                            |
| 90                       | 13 de junio de 2017      | Cluj Arena, Cluj, Rumanía                      | Rumania                  | 3-2                      | Chile                    |                          |                                        | Juan A. Pizzi            | Amistoso                            |
| 91                       | 18 de junio de 2017      | Otkrytie Arena, Moscú, Rusia                   | Camerún                  | 0-2                      | Chile                    | 81'                      |                                        | Juan A. Pizzi            | Copa Confederaciones 2017           |
| 92                       | 22 de junio de 2017      | Kazán Arena, Kazán, Rusia                      | Alemania                 | 1-1                      | Chile                    |                          | 5' a Alexis Sánchez                    | Juan A. Pizzi            | Copa Confederaciones 2017           |
| 93                       | 25 de junio de 2017      | Otkrytie Arena, Moscú, Rusia                   | Chile                    | 1-1                      | Australia                |                          |                                        | Juan A. Pizzi            | Copa Confederaciones 2017           |
| 94                       | 28 de junio de 2017      | Kazán Arena, Kazán, Rusia                      | Portugal                 | 0-0 0-3p                 | Chile                    |                          |                                        | Juan A. Pizzi            | Copa Confederaciones 2017           |
| 95                       | 2 de julio de 2017       | Estadio Krestovski, San Petersburgo, Rusia     | Chile                    | 0-1                      | Alemania                 |                          |                                        | Juan A. Pizzi            | Copa Confederaciones 2017           |
| 96                       | 31 de agosto de 2017     | Estadio Monumental, Santiago, Chile            | Chile                    | 0-3                      | Paraguay                 |                          |                                        | Juan A. Pizzi            | Clasificatorias a Rusia 2018        |
| 97                       | 5 de septiembre de 2017  | Hernando Siles, La Paz, Bolivia                | Bolivia                  | 1-0                      | Chile                    |                          |                                        | Juan A. Pizzi            | Clasificatorias a Rusia 2018        |
| 98                       | 5 de octubre de 2017     | Estadio Monumental, Santiago, Chile            | Chile                    | 2-1                      | Ecuador                  |                          |                                        | Juan A. Pizzi            | Clasificatorias a Rusia 2018        |
| 99                       | 24 de marzo de 2018      | Friends Arena, Estocolmo, Suecia               | Suecia                   | 1-2                      | Chile                    | 21'                      |                                        | Reinaldo Rueda           | Amistoso                            |
| 100                      | 27 de marzo de 2018      | Aalborg Portland Park, Aalborg, Dinamarca      | Dinamarca                | 0-0                      | Chile                    |                          |                                        | Reinaldo Rueda           | Amistoso                            |
| 101                      | 11 de septiembre de 2018 | SWC Stadium, Suwon, Corea del Sur              | Corea del Sur            | 0-0                      | Chile                    |                          |                                        | Reinaldo Rueda           | Amistoso                            |
| 102                      | 12 de octubre de 2018    | Hard Rock Stadium, Miami, EEUU                 | Perú                     | 3-0                      | Chile                    |                          |                                        | Reinaldo Rueda           | Amistoso                            |
| 103                      | 16 de octubre de 2018    | La Corregidora, Querétaro, México              | México                   | 0-1                      | Chile                    |                          |                                        | Reinaldo Rueda           | Amistoso                            |
| 104                      | 16 de noviembre de 2018  | Estadio El Teniente, Rancagua, Chile           | Chile                    | 2-3                      | Costa Rica               |                          |                                        | Reinaldo Rueda           | Amistoso                            |
| 105                      | 20 de noviembre de 2018  | Germán Becker, Temuco, Chile                   | Chile                    | 4-1                      | Honduras                 | 7' · 41'                 |                                        | Reinaldo Rueda           | Amistoso                            |
| 106                      | 22 de marzo de 2019      | SDCCU Stadium, San Diego, EEUU                 | México                   | 3-1                      | Chile                    |                          |                                        | Reinaldo Rueda           | Amistoso                            |
| 107                      | 26 de marzo de 2019      | BBVA Compass Stadium, Houston, EEUU            | Estados Unidos           | 1-1                      | Chile                    |                          |                                        | Reinaldo Rueda           | Amistoso                            |
| 108                      | 6 de junio de 2019       | Estadio La Portada, La Serena, Chile           | Chile                    | 2-1                      | Haití                    |                          |                                        | Reinaldo Rueda           | Amistoso                            |
| 109                      | 17 de junio de 2019      | Estadio Morumbi, São Paulo, Brasil             | Japón                    | 0-4                      | Chile                    |                          |                                        | Reinaldo Rueda           | Copa América 2019                   |
| 110                      | 21 de junio de 2019      | Arena Fonte Nova, Salvador, Brasil             | Ecuador                  | 1-2                      | Chile                    |                          |                                        | Reinaldo Rueda           | Copa América 2019                   |
| 111                      | 28 de junio de 2019      | Arena Corinthians, São Paulo, Brasil           | Colombia                 | 0-0 4-5p                 | Chile                    |                          |                                        | Reinaldo Rueda           | Copa América 2019                   |
| 112                      | 3 de julio de 2019       | Arena do Grêmio, Porto Alegre, Brasil          | Chile                    | 0-3                      | Perú                     |                          |                                        | Reinaldo Rueda           | Copa América 2019                   |
| 113                      | 6 de julio de 2019       | Arena Corinthians, São Paulo, Brasil           | Argentina                | 2-1                      | Chile                    | 58'                      |                                        | Reinaldo Rueda           | Copa América 2019                   |
| 114                      | 12 de octubre de 2019    | Estadio José Rico Pérez, Alicante, España      | Colombia                 | 0-0                      | Chile                    |                          |                                        | Reinaldo Rueda           | Amistoso                            |
| 115                      | 15 de octubre de 2019    | Estadio José Rico Pérez, Alicante, España      | Chile                    | 3-2                      | Guinea                   | 74'                      |                                        | Reinaldo Rueda           | Amistoso                            |
| 116                      | 8 de octubre de 2020     | Centenario, Montevideo, Uruguay                | Uruguay                  | 2-1                      | Chile                    |                          |                                        | Reinaldo Rueda           | Clasificatorias a Catar 2022        |
| 117                      | 13 de octubre de 2020    | Estadio Nacional, Santiago, Chile              | Chile                    | 2-2                      | Colombia                 | 38'                      |                                        | Reinaldo Rueda           | Clasificatorias a Catar 2022        |
| 118                      | 13 de noviembre de 2020  | Estadio Nacional, Santiago, Chile              | Chile                    | 2-0                      | Perú                     | 20' · 35'                |                                        | Reinaldo Rueda           | Clasificatorias a Catar 2022        |
| 119                      | 17 de noviembre de 2020  | Estadio Olímpico de la UCV, Caracas, Venezuela | Venezuela                | 2-1                      | Chile                    | 15'                      |                                        | Reinaldo Rueda           | Clasificatorias a Catar 2022        |
| 120                      | 14 de junio de 2021      | Estadio Nilton Santos, Río de Janeiro, Brasil  | Argentina                | 1-1                      | Chile                    |                          |                                        | Martín Lasarte           | Copa América 2021                   |
| 121                      | 18 de junio de 2021      | Arena Pantanal, Cuiabá, Brasil                 | Chile                    | 1-0                      | Bolivia                  |                          |                                        | Martín Lasarte           | Copa América 2021                   |
| 122                      | 21 de junio de 2021      | Arena Pantanal, Cuiabá, Brasil                 | Uruguay                  | 1-1                      | Chile                    |                          |                                        | Martín Lasarte           | Copa América 2021                   |
| 123                      | 24 de junio de 2021      | Estadio Mané Garrincha, Brasilia, Brasil       | Chile                    | 0-2                      | Paraguay                 |                          |                                        | Martín Lasarte           | Copa América 2021                   |
| 124                      | 2 de julio de 2021       | Estadio Nilton Santos, Río de Janeiro, Brasil  | Brasil                   | 1-0                      | Chile                    |                          |                                        | Martín Lasarte           | Copa América 2021                   |
| 125                      | 2 de septiembre de 2021  | Estadio Monumental, Santiago, Chile            | Chile                    | 0-1                      | Brasil                   |                          |                                        | Martín Lasarte           | Clasificatorias a Catar 2022        |
| 126                      | 5 de septiembre de 2021  | Rodrigo Paz Delgado, Quito, Ecuador            | Ecuador                  | 0-0                      | Chile                    |                          |                                        | Martín Lasarte           | Clasificatorias a Catar 2022        |
| 127                      | 9 de septiembre de 2021  | Estadio Metropolitano, Barranquilla, Colombia  | Colombia                 | 3-1                      | Chile                    |                          |                                        | Martín Lasarte           | Clasificatorias a Catar 2022        |
| 128                      | 10 de octubre de 2021    | San Carlos de Apoquindo, Santiago, Chile       | Chile                    | 2-0                      | Paraguay                 |                          |                                        | Martín Lasarte           | Clasificatorias a Catar 2022        |
| 129                      | 14 de octubre de 2021    | San Carlos de Apoquindo, Santiago, Chile       | Chile                    | 3-0                      | Venezuela                |                          |                                        | Martín Lasarte           | Clasificatorias a Catar 2022        |
| 130                      | 11 de noviembre de 2021  | Defensores del Chaco, Asunción, Paraguay       | Paraguay                 | 0-1                      | Chile                    |                          |                                        | Martín Lasarte           | Clasificatorias a Catar 2022        |
| 131                      | 16 de noviembre de 2021  | San Carlos de Apoquindo, Santiago, Chile       | Chile                    | 0-2                      | Ecuador                  |                          |                                        | Martín Lasarte           | Clasificatorias a Catar 2022        |
| 132                      | 24 de marzo de 2022      | Maracaná, Río de Janeiro, Brasil               | Brasil                   | 4-0                      | Chile                    |                          |                                        | Martín Lasarte           | Clasificatorias a Catar 2022        |
| 133                      | 29 de marzo de 2022      | San Carlos de Apoquindo, Santiago, Chile       | Chile                    | 0-2                      | Uruguay                  |                          |                                        | Martín Lasarte           | Clasificatorias a Catar 2022        |
| 134                      | 16 de noviembre de 2022  | RCDE Stadium, Barcelona, España                | Marruecos                | 2-0                      | Chile                    |                          |                                        | Eduardo Berizzo          | Amistoso                            |
| 135                      | 27 de septiembre de 2022 | Estadio Franz Horr, Viena, Austria             | Catar                    | 2-2                      | Chile                    | 78'                      |                                        | Eduardo Berizzo          | Amistoso                            |
| 136                      | 16 de noviembre de 2022  | Estadio del Ejército Polaco, Varsovia, Polonia | Polonia                  | 1-0                      | Chile                    |                          |                                        | Eduardo Berizzo          | Amistoso                            |
| 137                      | 20 de noviembre de 2022  | Tehelné pole, Bratislava, Eslovaquia           | Eslovaquia               | 0-0                      | Chile                    |                          |                                        | Eduardo Berizzo          | Amistoso                            |
| 138                      | 27 de marzo de 2023      | Estadio Monumental, Santiago, Chile            | Chile                    | 3-2                      | Paraguay                 |                          |                                        | Eduardo Berizzo          | Amistoso                            |
| 139                      | 16 de junio de 2023      | Estadio Sausalito, Viña del Mar, Chile         | Chile                    | 5-0                      | República Dominicana     |                          |                                        | Eduardo Berizzo          | Amistoso                            |
| 140                      | 20 de junio de 2023      | El Tahuichi, Santa Cruz de la Sierra, Bolivia  | Bolivia                  | 0-0                      | Chile                    |                          |                                        | Eduardo Berizzo          | Amistoso                            |
| 141                      | 8 de septiembre de 2023  | Centenario, Montevideo, Uruguay                | Uruguay                  | 3-1                      | Chile                    | 74'                      |                                        | Eduardo Berizzo          | Clasificatorias a Norteamérica 2026 |
| 142                      | 12 de septiembre de 2023 | Estadio Monumental, Santiago, Chile            | Chile                    | 0-0                      | Colombia                 |                          |                                        | Eduardo Berrizo          | Clasificatorias a Norteamérica 2026 |
| 143                      | 15 de noviembre de 2024  | Estadio Monumental, Lima, Perú                 | Perú                     | 0-0                      | Chile                    |                          |                                        | Ricardo Gareca           | Clasificatorias a Norteamérica 2026 |
| 144                      | 19 de noviembre de 2024  | Estadio Nacional, Santiago, Chile              | Chile                    | 4-2                      | Venezuela                |                          |                                        | Ricardo Gareca           | Clasificatorias a Norteamérica 2026 |
| Total                    |                          |                                                | Presencias               | 144                      | Goles                    | 34                       | 9                                      |                          |                                     |

| Selección chilena | Selección chilena | Selección chilena | Selección chilena |
| Año               | Partidos          | Goles             | Asis.             |
| ----------------- | ----------------- | ----------------- | ----------------- |
| 2007              | 8                 | 0                 | 2                 |
| 2008              | 6                 | 0                 | 1                 |
| 2009              | 7                 | 1                 | 1                 |
| 2010              | 7                 | 1                 | 0                 |
| 2011              | 11                | 1                 | 1                 |
| 2012              | 5                 | 1                 | 0                 |
| 2013              | 8                 | 4                 | 0                 |
| 2014              | 10                | 1                 | 0                 |
| 2015              | 11                | 4                 | 1                 |
| 2016              | 13                | 7                 | 2                 |
| 2017              | 12                | 3                 | 1                 |
| 2018              | 7                 | 3                 | 0                 |
| 2019              | 10                | 2                 | 0                 |
| 2020              | 4                 | 4                 | 0                 |
| 2021              | 12                | 0                 | 0                 |
| 2022              | 6                 | 1                 | 0                 |
| 2023              | 5                 | 1                 | 0                 |
| 2024              | 2                 | 0                 | 0                 |
| Total             | 144               | 34                | 9                 |

### Goles internacionales
Actualizado hasta el 8 de septiembre de 2023.
| Goles internacionales | Goles internacionales    | Goles internacionales                                | Goles internacionales | Goles internacionales | Goles internacionales | Goles internacionales               | Goles internacionales | Goles internacionales |
| #                     | Fecha                    | Lugar                                                | Rival                 | Gol                   | Resultado             | Competición                         |                       |                       |
| Selección Sub-20      | Selección Sub-20         | Selección Sub-20                                     | Selección Sub-20      | Selección Sub-20      | Selección Sub-20      | Selección Sub-20                    | Selección Sub-20      | Selección Sub-20      |
| --------------------- | ------------------------ | ---------------------------------------------------- | --------------------- | --------------------- | --------------------- | ----------------------------------- | --------------------- | --------------------- |
| 1                     | 13 de enero de 2007      | Estadio Río Parapití, Pedro Juan Caballero, Paraguay | Perú                  | 2-1                   | 4-2                   | Sudamericano Sub-20 de 2007         |                       |                       |
| 2                     | 13 de enero de 2007      | Estadio Río Parapití, Pedro Juan Caballero, Paraguay | Perú                  | 4-1                   | 4-2                   | Sudamericano Sub-20 de 2007         |                       |                       |
| 3                     | 19 de enero de 2007      | Defensores del Chaco, Asunción, Paraguay             | Colombia              | 1-0                   | 5-0                   | Sudamericano Sub-20 de 2007         |                       |                       |
| 4                     | 21 de enero de 2007      | Estadio Feliciano Cáceres, Luque, Paraguay           | Brasil                | 1-1                   | 2-2                   | Sudamericano Sub-20 de 2007         |                       |                       |
| 5                     | 21 de enero de 2007      | Estadio Feliciano Cáceres, Luque, Paraguay           | Brasil                | 2-2                   | 2-2                   | Sudamericano Sub-20 de 2007         |                       |                       |
| 6                     | 28 de enero de 2007      | Defensores del Chaco, Asunción, Paraguay             | Paraguay              | 2-2                   | 2-3                   | Sudamericano Sub-20 de 2007         |                       |                       |
| 7                     | 5 de julio de 2007       | Estadio de la Mancomunidad, Edmonton, Canadá         | Congo                 | 3-0                   | 3-0                   | Copa Mundial Sub-20 de 2007         |                       |                       |
| 8                     | 12 de julio de 2007      | Estadio de la Mancomunidad, Edmonton, Canadá         | Portugal              | 1-0                   | 1-0                   | Copa Mundial Sub-20 de 2007         |                       |                       |
| Selección adulta      |                          |                                                      |                       |                       |                       |                                     |                       |                       |
| 1                     | 5 de septiembre de 2009  | Monumental, Santiago, Chile                          | Venezuela             | 1-0                   | 2-2                   | Clasificatorias a Sudáfrica 2010    |                       |                       |
| 2                     | 17 de noviembre de 2010  | Monumental, Santiago, Chile                          | Uruguay               | 2-0                   | 2-0                   | Amistoso                            |                       |                       |
| 3                     | 4 de julio de 2011       | Estadio del Bicentenario, San Juan, Argentina        | México                | 2-1                   | 2-1                   | Copa América 2011                   |                       |                       |
| 4                     | 2 de julio de 2012       | Hernando Siles, La Paz, Bolivia                      | Bolivia               | 2-0                   | 2-0                   | Clasificatorias a Brasil 2014       |                       |                       |
| 5                     | 7 de junio de 2013       | Defensores del Chaco, Asunción, Paraguay             | Paraguay              | 2-0                   | 2-1                   | Clasificatorias a Brasil 2014       |                       |                       |
| 6                     | 11 de junio de 2013      | Estadio Nacional, Santiago, Chile                    | Bolivia               | 3-1                   | 3-1                   | Clasificatorias a Brasil 2014       |                       |                       |
| 7                     | 6 de septiembre de 2013  | Estadio Nacional, Santiago, Chile                    | Venezuela             | 3-0                   | 3-0                   | Clasificatorias a Brasil 2014       |                       |                       |
| 8                     | 11 de octubre de 2013    | Estadio Metropolitano, Barranquilla, Colombia        | Colombia              | 1-0                   | 3-3                   | Clasificatorias a Brasil 2014       |                       |                       |
| 9                     | 14 de octubre de 2014    | Francisco Sánchez Rumoroso, Coquimbo, Chile          | Bolivia               | 2-2                   | 2-2                   | Amistoso                            |                       |                       |
| 10                    | 11 de junio de 2015      | Estadio Nacional, Santiago, Chile                    | Ecuador               | 1-0                   | 2-0                   | Copa América 2015                   |                       |                       |
| 11                    | 15 de junio de 2015      | Estadio Nacional, Santiago, Chile                    | México                | 1-1                   | 3-3                   | Copa América 2015                   |                       |                       |
| 12                    | 15 de junio de 2015      | Estadio Nacional, Santiago, Chile                    | México                | 3-2                   | 3-3                   | Copa América 2015                   |                       |                       |
| 13                    | 12 de noviembre de 2015  | Estadio Nacional, Santiago, Chile                    | Colombia              | 1-0                   | 1-1                   | Clasificatorias a Rusia 2018        |                       |                       |
| 14                    | 29 de marzo de 2016      | Estadio Agustín Tovar, Barinas, Venezuela            | Venezuela             | 3-1                   | 4-1                   | Clasificatorias a Rusia 2018        |                       |                       |
| 15                    | 29 de marzo de 2016      | Estadio Agustín Tovar, Barinas, Venezuela            | Venezuela             | 4-1                   | 4-1                   | Clasificatorias a Rusia 2018        |                       |                       |
| 16                    | 10 de junio de 2016      | Gillette Stadium, Foxborough, EEUU                   | Bolivia               | 1-0                   | 2-1                   | Copa América Centenario             |                       |                       |
| 17                    | 10 de junio de 2016      | Gillette Stadium, Foxborough, EEUU                   | Bolivia               | 2-1                   | 2-1                   | Copa América Centenario             |                       |                       |
| 18                    | 1 de septiembre de 2016  | Defensores del Chaco, Asunción, Paraguay             | Paraguay              | 1-2                   | 1-2                   | Clasificatorias a Rusia 2018        |                       |                       |
| 19                    | 11 de octubre de 2016    | Estadio Nacional, Santiago, Chile                    | Perú                  | 1-0                   | 2-1                   | Clasificatorias a Rusia 2018        |                       |                       |
| 20                    | 11 de octubre de 2016    | Estadio Nacional, Santiago, Chile                    | Perú                  | 2-1                   | 2-1                   | Clasificatorias a Rusia 2018        |                       |                       |
| 21                    | 2 de junio de 2017       | Estadio Nacional, Santiago, Chile                    | Burkina Faso          | 1-0                   | 3-0                   | Amistoso                            |                       |                       |
| 22                    | 2 de junio de 2017       | Estadio Nacional, Santiago, Chile                    | Burkina Faso          | 2-0                   | 3-0                   | Amistoso                            |                       |                       |
| 23                    | 18 de junio de 2017      | Otkrytie Arena, Moscú, Rusia                         | Camerún               | 0-1                   | 0-2                   | Copa Confederaciones 2017           |                       |                       |
| 24                    | 24 de marzo de 2018      | Friends Arena, Estocolmo, Suecia                     | Suecia                | 0-1                   | 1-2                   | Amistoso                            |                       |                       |
| 25                    | 20 de noviembre de 2018  | Estadio Germán Becker, Temuco, Chile                 | Honduras              | 1-0                   | 4-1                   | Amistoso                            |                       |                       |
| 26                    | 20 de noviembre de 2018  | Estadio Germán Becker, Temuco, Chile                 | Honduras              | 2-0                   | 4-1                   | Amistoso                            |                       |                       |
| 27                    | 6 de julio de 2019       | Arena Corinthians, Sao Paulo, Brasil                 | Argentina             | 1-2                   | 1-2                   | Copa América 2019                   |                       |                       |
| 28                    | 15 de octubre de 2019    | José Rico Pérez, Alicante, España                    | Guinea                | 3-1                   | 3-2                   | Amistoso                            |                       |                       |
| 29                    | 13 de octubre de 2020    | Estadio Nacional, Santiago, Chile                    | Colombia              | 2-1                   | 2-2                   | Clasificatorias a Catar 2022        |                       |                       |
| 30                    | 13 de noviembre de 2020  | Estadio Nacional, Santiago, Chile                    | Perú                  | 1-0                   | 2-0                   | Clasificatorias a Catar 2022        |                       |                       |
| 31                    | 13 de noviembre de 2020  | Estadio Nacional, Santiago, Chile                    | Perú                  | 2-0                   | 2-0                   | Clasificatorias a Catar 2022        |                       |                       |
| 32                    | 17 de noviembre de 2020  | Estadio Olímpico de la UCV, Caracas, Venezuela       | Venezuela             | 1-1                   | 1-2                   | Clasificatorias a Catar 2022        |                       |                       |
| 33                    | 27 de septiembre de 2022 | Estadio Franz Horr, Viena, Austria                   | Catar                 | 2-2                   | 2-2                   | Amistoso                            |                       |                       |
| 34                    | 8 de septiembre de 2023  | Estadio Centenario, Montevideo, Uruguay              | Uruguay               | 3-1                   | 3-1                   | Clasificatorias a Norteamérica 2026 |                       |                       |

## Estilo de juego

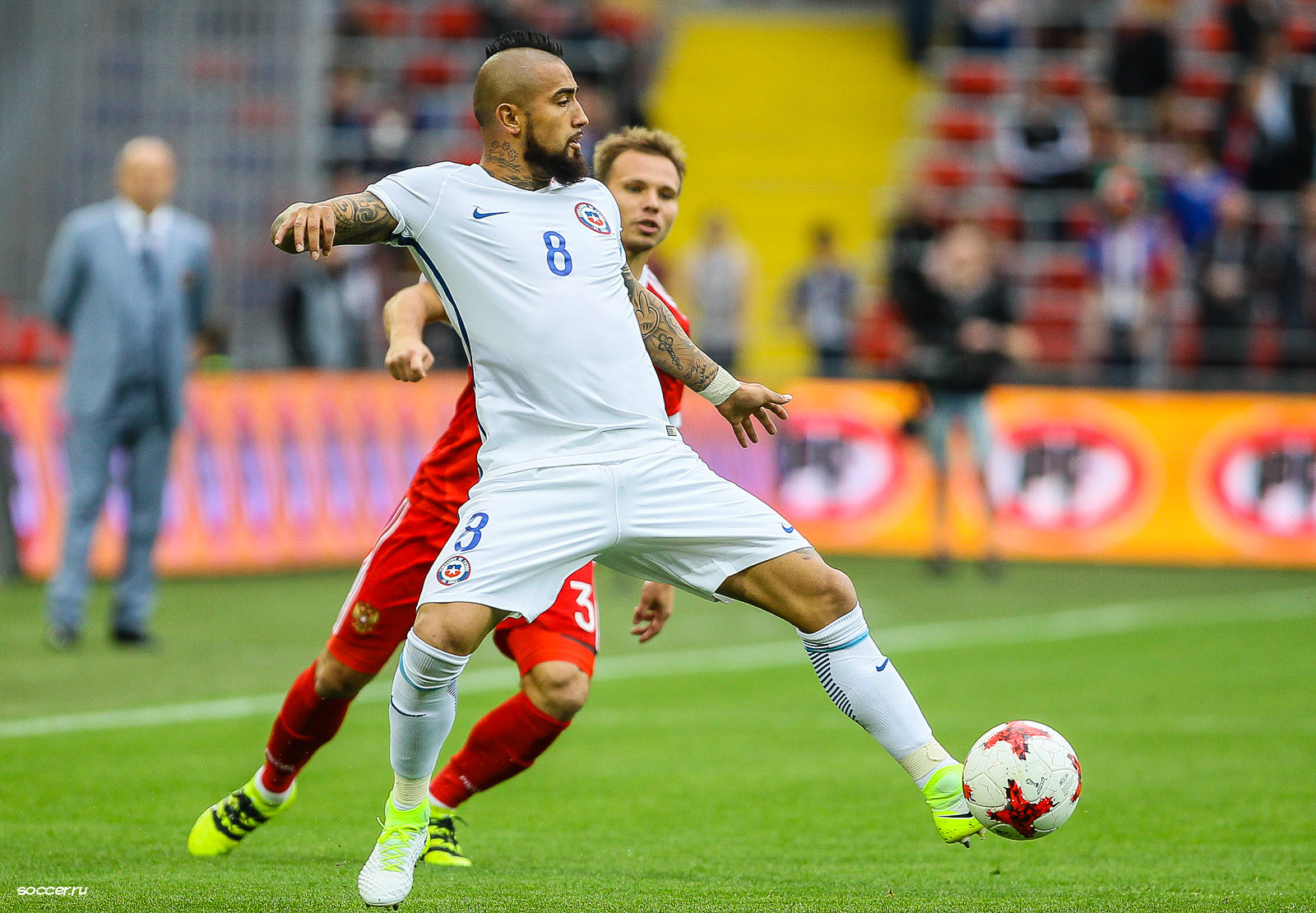
Vidal controlando el balón.

Durante la década del 2010 fue considerado uno de los mejores centrocampistas del mundo, siendo elogiado tanto por futbolistas como por entrenadores, exfutbolistas e incluso dirigentes. Se le destacó por ser un futbolista polifuncional capaz de ocupar todas las posiciones de Delantero o Extremo, si bien su posición natural es mediocampista defensivo o líbero.
Su máximo ídolo ha sido Miguel Riffo y sigue al club Colo-Colo desde la infancia. Comenzó como un jugador versátil y trabajador que interpretó varios papeles defensivos y el centro del campo en sus primeros años como profesional. Su primer técnico en el profesionalismo, Claudio Borghi, indicaba que Vidal perfectamente podía ser uno de los mejores liberos del mundo si se decantaba por jugar en dicha posición, y que si atrasaba su posición hasta defensa central podía alargar varios años su carrera profesional. Finalmente Arturo encontró su posición en la Juventus como volante central o volante de contención siendo capaz de ayudar a sus compañeros en la defensa como en ataque.
A lo largo de su carrera, ha jugado como defensa central, mediocampista defensivo, volante ofensivo, o incluso como lateral derecho e izquierdo, debido a la capacidad de poder adaptarse fácilmente a esas posiciones, lo que le ha valido apodos como, «El Guerrero», «Rey Arturo», «Todoterreno» por su duro trabajo en el medio campo y estilo tenaz agresivo de juego. Vidal es un centrocampista completo, conocido por su férrea marca (como a Lionel Messi en las finales de la Copa América 2015 y 2016 o a Cristiano Ronaldo en las semifinales de la Copa Confederaciones 2017), su capacidad para poder jugar en distintas posiciones, buena entrada y los atributos de la anticipación que le permite ser eficaz para interceptar pases, recuperar la posesión, y posteriormente, iniciar un ataque. Vidal también posee buena técnica, ritmo y resistencia, así como buena visión y distribución, además de tener un buen disparo desde afuera del área y olfato goleador. Durante su paso por la Vecchia Signora, se convirtió en el principal ejecutor de penales y desde entonces es considerado un especialista en patear penales.
Debido a la fuerza físicas y características técnicas, es un muy buen cabeceador que lo han convertido en un exponente a nivel mundial. Registró el «cabezazo en el suelo»: pase ofensivo de alta dificultad que consiste en golpear la pelota tendiéndose con vehemencia sobre el césped apoyando las manos abiertas con los brazos recogidos y flexionando simultáneamente las piernas separadas hacia atrás como impulso que forman un ángulo obtuso con la horizontal, durante un balón dividido frente al rival —preservando la posesión y acelerando el ritmo de juego—, resultando arriesgado por la posibilidad de ser pateado involuntariamente y salir malherido. Lo estrenó oficialmente improvisando durante un partido de la selección chilena ante Australia en el Otkrytie Arena de Moscú (Rusia) por la Copa Confederaciones el 25 de junio de 2017, inspirado por la «trabada con la cabeza» del fútbol, propiciado por una disputa con Massimo Luongo durante una jugada de gol y bautizado por el periódico La Tercera aludiendo a la ubicación para ejecutarlo.
En la Juventus, Vidal fue titular indiscutido junto a Marchisio o Andrea Pirlo (Después con Paul Pogba) en el mediocampo con estos tres hombres del club y se ha hecho un nombre por sí mismo como uno de los mejores jugadores en el mundo en su posición; Vidal le atribuye su desarrollo y madurez como jugador a las leyendas del club Pirlo y Buffon. Vidal es considerado uno de los centrocampistas más completos en el mundo debido a sus capacidad para cortar y crear juego y ayudar al equipo tanto en defensa como en ataque a un alto nivel, en 2013, Bloomberg clasificado al jugador como el 11° mejor volante de Europa.

## Vida personal
Vidal estuvo casado con María Teresa Matus, a quien conoció en 2008. La pareja contrajo matrimonio civil en 2009, y en 2014 por la iglesia católica. Tras la ceremonia litúrgica, se realizó la fiesta en el complejo del Club Hípico de Santiago que contó con 500 invitados y es considerada como la fiesta de matrimonio más costosa de Chile, ya que Vidal habría gastado cerca de 800 mil dólares. Entre los invitados estuvieron la entonces presidenta de Chile Michelle Bachelet junto a los ministros de Estado Rodrigo Peñailillo y Álvaro Elizalde, y los futbolistas Jorge Valdivia, Gonzalo Fierro, Claudio Bravo, Jean Beausejour, Pablo Contreras y el uruguayo Martín Cáceres quien fue el representante del plantel de Juventus F. C., entre otros futbolistas. La pareja Vidal-Matus tiene tres hijos, Alonso, Elisabetta y Emiliano nacido en el 2017. Se separaron en 2019 tras 10 años de matrimonio. Desde el año 2020 se encuentra emparejado con la modelo colombiana Sonia Isaza.
Su cuenta personal en Instagram, es la cuenta de origen chileno con más seguidores en esa red social con más de 20 millones de seguidores. Seguido por Alexis Sánchez con 15.6 millones a marzo de 2023. Lanzó la colección de ropa "My Kingdom" en colaboración con Mossimo en 2018.

### Controversias
La vida de Vidal ha estado llenas de controversias fuera de la cancha que han complicado su vida personal. Su estilo deslenguado y sin filtro lo han llevado a ganar innumerables detractores. El 16 de junio de 2015, durante la Copa América 2015, Vidal estrelló su automóvil Ferrari en Santiago, Chile, en la autopista Acceso Sur de la Autopista del Maipo. El futbolista iba viajando junto su esposa desde el Casino Monticello a la concentración en el Complejo Deportivo Juan Pinto Durán. Salió del hospital en un coche policial y fue trasladado en calidad de detenido ante el Juzgado de Garantía para enfrentar cargos por el delito de conducción en evidente estado de ebriedad, con resultado de lesiones menos graves, leves y daños. La alcoholemia realizada al jugador mostraba claramente que iba manejando en estado de ebriedad, con 1,3 gramos por mil de alcohol en la sangre, según la Fiscalía. El tribunal dejó en libertad al jugador, y determinó la retención de licencia de conducir y firma mensual en el consulado de Milán. El 8 de julio se llegó a un acuerdo entre la Fiscalía, Vidal y las víctimas del accidente, aplicándose una suspensión condicional del procedimiento. El jugador se comprometió a realizar diversas acciones, como indemnizar al conductor chocado, donar implementos deportivos a un colegio y hacer charlas motivacionales a niños del Servicio Nacional de Menores.
En 2025 durante la Copa Libertadores, hizo polémicas y despectivas declaraciones respecto a su rival Racing Club, que fueron luego objeto de burlas varias dado que Racing derrotó a Colo Colo por 4-0 en el Cilindro, el 14 de mayo de 2025, ocasión en la que no sólo tuvo Vidal una floja actuación sino que, dados sus gestos provocativos hacia la afición albiceleste, se fue expulsado a los 61´.

## Estadísticas

### Clubes
| Club                           | Div.          | Temporada     | Liga  | Liga  | Liga   | Copas nacionales | Copas nacionales | Copas nacionales | Torneos internacionales | Torneos internacionales | Torneos internacionales | Total | Total | Total  | Media goleadora |
| Club                           | Div.          | Temporada     | Part. | Goles | Asist. | Part.            | Goles            | Asist.           | Part.                   | Goles                   | Asist.                  | Part. | Goles | Asist. | Media goleadora |
| ------------------------------ | ------------- | ------------- | ----- | ----- | ------ | ---------------- | ---------------- | ---------------- | ----------------------- | ----------------------- | ----------------------- | ----- | ----- | ------ | --------------- |
| Colo-Colo · Chile              | 1.ª           | 2005          | 2     | 0     | 0      | —                | —                | —                | —                       | —                       | —                       | 2     | 0     | 0      | 0               |
| Colo-Colo · Chile              | 1.ª           | 2006          | 19    | 0     | 3      | —                | —                | —                | 12                      | 3                       | 0                       | 31    | 3     | 3      | 0.1             |
| Colo-Colo · Chile              | 1.ª           | 2007          | 15    | 2     | 2      | —                | —                | —                | 8                       | 0                       | 1                       | 23    | 2     | 3      | 0.09            |
| Bayer 04 Leverkusen · Alemania | 1.ª           | 2007-08       | 24    | 1     | 2      | —                | —                | —                | 9                       | 0                       | 0                       | 33    | 1     | 2      | 0.03            |
| Bayer 04 Leverkusen · Alemania | 1.ª           | 2008-09       | 29    | 3     | 3      | 6                | 3                | 2                | —                       | —                       | —                       | 35    | 6     | 5      | 0.17            |
| Bayer 04 Leverkusen · Alemania | 1.ª           | 2009-10       | 31    | 1     | 2      | 1                | 0                | 0                | —                       | —                       | —                       | 32    | 1     | 2      | 0.03            |
| Bayer 04 Leverkusen · Alemania | 1.ª           | 2010-11       | 33    | 10    | 11     | 2                | 1                | 1                | 9                       | 2                       | 0                       | 44    | 13    | 12     | 0.3             |
| Bayer 04 Leverkusen · Alemania | Total club    | Total club    | 117   | 15    | 18     | 9                | 4                | 3                | 18                      | 2                       | 0                       | 144   | 21    | 21     | 0.15            |
| Juventus F. C. · Italia        | 1.ª           | 2011-12       | 33    | 7     | 4      | 2                | 0                | 0                | —                       | —                       | —                       | 35    | 7     | 4      | 0.2             |
| Juventus F. C. · Italia        | 1.ª           | 2012-13       | 31    | 10    | 8      | 5                | 2                | 1                | 9                       | 3                       | 3                       | 45    | 15    | 12     | 0.33            |
| Juventus F. C. · Italia        | 1.ª           | 2013-14       | 32    | 11    | 5      | 2                | 0                | 0                | 12                      | 7                       | 0                       | 46    | 18    | 5      | 0.39            |
| Juventus F. C. · Italia        | 1.ª           | 2014-15       | 28    | 7     | 4      | 5                | 0                | 0                | 12                      | 1                       | 0                       | 45    | 8     | 4      | 0.18            |
| Juventus F. C. · Italia        | Total club    | Total club    | 124   | 35    | 21     | 14               | 2                | 1                | 33                      | 11                      | 3                       | 171   | 48    | 25     | 0.28            |
| F. C. Bayern Múnich · Alemania | 1.ª           | 2015-16       | 30    | 4     | 7      | 7                | 1                | 2                | 11                      | 2                       | 3                       | 48    | 7     | 12     | 0.15            |
| F. C. Bayern Múnich · Alemania | 1.ª           | 2016-17       | 27    | 4     | 3      | 6                | 2                | 1                | 8                       | 3                       | 0                       | 41    | 9     | 4      | 0.22            |
| F. C. Bayern Múnich · Alemania | 1.ª           | 2017-18       | 22    | 6     | 2      | 5                | 0                | 0                | 8                       | 0                       | 0                       | 35    | 6     | 2      | 0.17            |
| F. C. Bayern Múnich · Alemania | Total club    | Total club    | 79    | 14    | 12     | 18               | 3                | 3                | 27                      | 5                       | 3                       | 124   | 22    | 18     | 0.18            |
| F. C. Barcelona · España       | 1.ª           | 2018-19       | 33    | 3     | 7      | 9                | 0                | 0                | 11                      | 0                       | 0                       | 53    | 3     | 7      | 0.06            |
| F. C. Barcelona · España       | 1.ª           | 2019-20       | 33    | 8     | 2      | 3                | 0                | 0                | 7                       | 0                       | 2                       | 43    | 8     | 4      | 0.19            |
| F. C. Barcelona · España       | Total club    | Total club    | 66    | 11    | 9      | 12               | 0                | 0                | 18                      | 0                       | 2                       | 96    | 11    | 11     | 0.11            |
| F. C. Internazionale · Italia  | 1.ª           | 2020-21       | 23    | 1     | 1      | 3                | 1                | 0                | 4                       | 0                       | 0                       | 30    | 2     | 1      | 0.07            |
| F. C. Internazionale · Italia  | 1.ª           | 2021-22       | 28    | 1     | 2      | 6                | 0                | 1                | 7                       | 1                       | 2                       | 41    | 2     | 5      | 0.05            |
| F. C. Internazionale · Italia  | Total club    | Total club    | 51    | 2     | 3      | 9                | 1                | 1                | 11                      | 1                       | 2                       | 71    | 4     | 6      | 0.06            |
| Flamengo · Brasil              | 1.ª           | 2022          | 15    | 2     | 1      | 6                | 0                | 0                | 5                       | 0                       | 0                       | 26    | 2     | 1      | 0.08            |
| Flamengo · Brasil              | 1.ª           | 2023          | 6     | 0     | 0      | 10               | 0                | 2                | 9                       | 0                       | 0                       | 25    | 0     | 2      | 0               |
| Flamengo · Brasil              | Total club    | Total club    | 21    | 2     | 1      | 16               | 0                | 2                | 14                      | 0                       | 0                       | 51    | 2     | 3      | 0.04            |
| Athletico Paranaense · Brasil  | 1.ª           | 2023          | 7     | 0     | 0      | —                | —                | —                | 2                       | 0                       | 0                       | 9     | 0     | 0      | 0               |
| Athletico Paranaense · Brasil  | Total club    | Total club    | 7     | 0     | 0      | 0                | 0                | 0                | 2                       | 0                       | 0                       | 9     | 0     | 0      | 0               |
| Colo-Colo · Chile              | 1.ª           | 2024          | 19    | 4     | 1      | 6                | 3                | 1                | 10                      | 1                       | 1                       | 35    | 8     | 3      | 0.23            |
| Colo-Colo · Chile              | 1.ª           | 2025          | 10    | 2     | 1      | 2                | 0                | 0                | 5                       | 0                       | 0                       | 17    | 2     | 1      | 0.12            |
| Colo-Colo · Chile              | Total club    | Total club    | 65    | 8     | 7      | 8                | 3                | 1                | 35                      | 4                       | 2                       | 108   | 15    | 10     | 0.14            |
| Total carrera                  | Total carrera | Total carrera | 530   | 87    | 71     | 86               | 13               | 11               | 158                     | 23                      | 12                      | 774   | 123   | 94     | 0.16            |
| 1. 2. 3.                       |               |               |       |       |        |                  |                  |                  |                         |                         |                         |       |       |        |                 |

Fuentes:Transfermarkt.

#### Participaciones en Mundial de Clubes de la FIFA
| Torneo                      | Club     | Sede      | Partidos | Goles | Resultado    |
| --------------------------- | -------- | --------- | -------- | ----- | ------------ |
| Copa Mundial de Clubes 2022 | Flamengo | Marruecos | 2        | 0     | Tercer lugar |

#### Goles internacionales
| Alianza Lima | 1 | 1 | Colo-Colo | Lima | Estadio Alejandro Villanueva | 15 de mayo de 2024 | 2024 | 1 gol |

| Colo-Colo | 1 | 0 | Coronel Bolognesi | Santiago | Estadio Monumental | 19 de septiembre de 2006 | 2006 | 1 gol   |
| Colo-Colo | 7 | 2 | Alajuelense       | Santiago | Estadio Monumental | 10 de octubre de 2006    | 2006 | 2 goles |

| Chelsea          | 2 | 2 | Juventus         | Londres | Stamford Bridge  | 19 de septiembre de 2012 | 2012-2013 | 1 gol   |
| Juventus         | 4 | 0 | Nordsjaelland    | Turín   | Juventus Stadium | 7 de noviembre de 2012   | 2012-2013 | 1 gol   |
| Juventus         | 3 | 0 | Chelsea          | Turín   | Juventus Stadium | 20 de noviembre de 2012  | 2012-2013 | 1 gol   |
| Juventus         | 2 | 2 | Galatasaray S.K  | Turín   | Juventus Stadium | 2 de octubre de 2013     | 2013-2014 | 1 gol   |
| Juventus         | 2 | 2 | Real Madrid      | Turín   | Juventus Stadium | 5 de noviembre de 2013   | 2013-2014 | 1 gol   |
| Juventus         | 3 | 1 | Copenhague       | Turín   | Juventus Stadium | 27 de noviembre de 2013  | 2013-2014 | 3 goles |
| Juventus         | 1 | 0 | Mónaco           | Turín   | Juventus Stadium | 14 de abril de 2015      | 2014-2015 | 1 gol   |
| Bayern de Múnich | 1 | 0 | Benfica          | Múnich  | Allianz Arena    | 5 de abril de 2016       | 2015-2016 | 1 gol   |
| Benfica          | 2 | 2 | Bayern de Múnich | Lisboa  | Estadio da Luz   | 13 de abril de 2016      | 2015-2016 | 1 gol   |
| Arsenal          | 1 | 5 | Bayern de Múnich | Londres | Emirates Stadium | 7 de marzo de 2017       | 2016-2017 | 2 goles |
| Bayern de Múnich | 1 | 2 | Real Madrid      | Múnich  | Allianz Arena    | 12 de abril de 2017      | 2016-2017 | 1 gol   |
| Inter            | 3 | 1 | Sheriff Tiraspol | Milán   | Giuseppe Meazza  | 19 de octubre de 2021    | 2021-2022 | 1 gol   |

| Tavriya Simferopol | 1 | 3 | Bayer Leverkusen | Simferópol | Lokomotiv Stadium         | 26 de agosto de 2010   | 2010-11 | 1 gol |
| Bayer Leverkusen   | 1 | 0 | Aris Salónica    | Leverkusen | BayArena                  | 4 de noviembre de 2010 | 2010-11 | 1 gol |
| Trabzonspor        | 0 | 2 | Juventus         | Trebisonda | Estadio Hüseyin Avni Aker | 27 de febrero de 2014  | 2013-14 | 1 gol |
| Juventus           | 1 | 1 | Fiorentina       | Turín      | Juventus Stadium          | 13 de marzo de 2014    | 2013-14 | 1 gol |

### Selecciones
| Selección        | Temporada     | Amistosos | Amistosos | Amistosos | Sudamérica | Sudamérica | Sudamérica | Mundial | Mundial | Mundial | Total | Total | Total  | Media goleadora |
| Selección        | Temporada     | Part.     | Goles     | Asist.    | Part.      | Goles      | Asist.     | Part.   | Goles   | Asist.  | Part. | Goles | Asist. | Media goleadora |
| ---------------- | ------------- | --------- | --------- | --------- | ---------- | ---------- | ---------- | ------- | ------- | ------- | ----- | ----- | ------ | --------------- |
| Sub-20 · Chile   | 2007          | 1         | 0         | 0         | 8          | 6          | 1          | 6       | 2       | 0       | 14    | 8     | 1      | 0,57            |
| Sub-20 · Chile   | Total         | 1         | 0         | 0         | 8          | 6          | 1          | 6       | 2       | 0       | 14    | 8     | 1      | 0,57            |
| Absoluta · Chile | 2007          | 5         | 0         | 1         | 3          | 0          | 1          | —       | —       | —       | 8     | 0     | 2      | 0,00            |
| Absoluta · Chile | 2008          | 2         | 0         | 0         | 4          | 0          | 1          | —       | —       | —       | 6     | 0     | 1      | 0,00            |
| Absoluta · Chile | 2009          | 3         | 0         | 1         | 4          | 1          | 0          | —       | —       | —       | 7     | 1     | 1      | 0,14            |
| Absoluta · Chile | 2010          | 3         | 1         | 0         | —          | —          | —          | 4       | 0       | 0       | 7     | 1     | 0      | 0,14            |
| Absoluta · Chile | 2011          | 6         | 0         | 0         | 5          | 1          | 1          | —       | —       | —       | 11    | 1     | 1      | 0,09            |
| Absoluta · Chile | 2012          | 1         | 0         | 0         | 4          | 1          | 0          | —       | —       | —       | 5     | 1     | 0      | 0,20            |
| Absoluta · Chile | 2013          | 3         | 0         | 0         | 5          | 4          | 0          | —       | —       | —       | 8     | 4     | 0      | 0,50            |
| Absoluta · Chile | 2014          | 7         | 1         | 0         | —          | —          | —          | 3       | 0       | 0       | 10    | 1     | 0      | 0,10            |
| Absoluta · Chile | 2015          | 1         | 0         | 0         | 10         | 4          | 1          | —       | —       | —       | 11    | 4     | 1      | 0,36            |
| Absoluta · Chile | 2016          | 1         | 0         | 0         | 12         | 7          | 2          | —       | —       | —       | 13    | 7     | 2      | 0,54            |
| Absoluta · Chile | 2017          | 3         | 2         | 0         | 4          | 0          | 0          | 5       | 1       | 1       | 12    | 3     | 1      | 0,25            |
| Absoluta · Chile | 2018          | 7         | 3         | 0         | —          | —          | —          | —       | —       | —       | 7     | 3     | 0      | 0,43            |
| Absoluta · Chile | 2019          | 5         | 1         | 0         | 5          | 1          | 0          | —       | —       | —       | 10    | 2     | 0      | 0,13            |
| Absoluta · Chile | 2020          | —         | —         | —         | 4          | 4          | 0          | —       | —       | —       | 4     | 4     | 0      | 1,00            |
| Absoluta · Chile | 2021          | —         | —         | —         | 12         | 0          | 0          | —       | —       | —       | 12    | 0     | 0      | 0,00            |
| Absoluta · Chile | 2022          | 4         | 1         | 0         | 2          | 0          | 0          | —       | —       | —       | 6     | 1     | 0      | 0,17            |
| Absoluta · Chile | 2023          | 3         | 0         | 0         | 2          | 1          | 0          | —       | —       | —       | 5     | 1     | 0      | 0,20            |
| Absoluta · Chile | 2024          | —         | —         | —         | 2          | 0          | 0          | —       | —       | —       | 2     | 0     | 0      | 0,00            |
| Absoluta · Chile | 2025          | —         | —         | —         | 3          | 0          | 0          | —       | —       | —       | 3     | 0     | 0      | 0,00            |
| Absoluta · Chile | Total         | 54        | 9         | 2         | 81         | 24         | 6          | 12      | 1       | 1       | 147   | 34    | 9      | 0,23            |
| Total carrera    | Total carrera | 55        | 9         | 2         | 89         | 30         | 7          | 18      | 3       | 1       | 161   | 42    | 10     | 0,26            |
| 1. 2.            |               |           |           |           |            |            |            |         |         |         |       |       |        |                 |

### Resumen estadístico
| Competición           | Partido | Goles | Promedio | Asistencias | Promedio | Goles y asistencias | Promedio |
| --------------------- | ------- | ----- | -------- | ----------- | -------- | ------------------- | -------- |
| Ligas nacionales      | 530     | 87    | 0.16     | 71          | 0.13     | 158                 | 0.30     |
| Copas nacionales      | 86      | 13    | 0.15     | 11          | 0.13     | 24                  | 0.28     |
| Copas internacionales | 158     | 23    | 0.15     | 12          | 0.08     | 35                  | 0.22     |
| Selección absoluta    | 147     | 34    | 0.23     | 9           | 0.06     | 43                  | 0.29     |
| Total                 | 921     | 157   | 0.17     | 103         | 0.11     | 260                 | 0.28     |

### Tripletes
| Partidos en los que anotó tres o más goles | Partidos en los que anotó tres o más goles | Partidos en los que anotó tres o más goles | Partidos en los que anotó tres o más goles | Partidos en los que anotó tres o más goles | Partidos en los que anotó tres o más goles | Partidos en los que anotó tres o más goles |
| N.º                                        | Fecha                                      | Estadio                                    | Partido                                    | Goles                                      | Resultado                                  | Competición                                |
| ------------------------------------------ | ------------------------------------------ | ------------------------------------------ | ------------------------------------------ | ------------------------------------------ | ------------------------------------------ | ------------------------------------------ |
| 1                                          | 27 de noviembre de 2013                    | Juventus Stadium, Turín                    | Juventus F. C. - F. C. Copenhague          |                                            | 3 - 1                                      | UEFA Champions League 2013-14              |

## Palmarés

### Títulos nacionales
| Título                | Club             | País     | Año     |
| --------------------- | ---------------- | -------- | ------- |
| Primera División      | Colo-Colo        | Chile    | 2006-A  |
| Primera División      | Colo-Colo        | Chile    | 2006-C  |
| Primera División      | Colo-Colo        | Chile    | 2007-A  |
| Serie A               | Juventus         | Italia   | 2011-12 |
| Supercopa de Italia   | Juventus         | Italia   | 2012    |
| Serie A               | Juventus         | Italia   | 2012-13 |
| Supercopa de Italia   | Juventus         | Italia   | 2013    |
| Serie A               | Juventus         | Italia   | 2013-14 |
| Copa Italia           | Juventus         | Italia   | 2014-15 |
| Serie A               | Juventus         | Italia   | 2014-15 |
| 1. Bundesliga         | Bayern de Múnich | Alemania | 2015-16 |
| Copa de Alemania      | Bayern de Múnich | Alemania | 2015-16 |
| Supercopa de Alemania | Bayern de Múnich | Alemania | 2016    |
| 1. Bundesliga         | Bayern de Múnich | Alemania | 2016-17 |
| Supercopa de Alemania | Bayern de Múnich | Alemania | 2017    |
| 1. Bundesliga         | Bayern de Múnich | Alemania | 2017-18 |
| Supercopa de España   | Barcelona        | España   | 2018    |
| Primera División      | Barcelona        | España   | 2018-19 |
| Serie A               | Inter de Milán   | Italia   | 2020-21 |
| Supercopa de Italia   | Inter de Milán   | Italia   | 2021    |
| Copa Italia           | Inter de Milán   | Italia   | 2021-22 |
| Copa de Brasil        | Flamengo         | Brasil   | 2022    |
| Primera División      | Colo-Colo        | Chile    | 2024    |
| Supercopa de Chile    | Colo-Colo        | Chile    | 2024    |

### Títulos internacionales
| Título                       | Club (*)           | Sede           | Año  |
| ---------------------------- | ------------------ | -------------- | ---- |
| Copa América                 | Selección de Chile | Chile          | 2015 |
| Copa América                 | Selección de Chile | Estados Unidos | 2016 |
| Copa Libertadores de América | Flamengo           | Guayaquil      | 2022 |

(*) Incluyendo la selección.

### Distinciones individuales
| Distinción | Año  |
| --- | ---- |
| Incluido en el equipo ideal de la Copa Mundial de Fútbol Sub-20                                                   | 2007 |
| Medalla Bicentenario                                                                                              | 2010 |
| Mejor Futbolista Chileno en el Extranjero                                                                         | 2010 |
| Mejor Volante Central Bundesliga temporada 2010-11                                                                | 2011 |
| Equipo Ideal de la Bundesliga temporada 2010-11                                                                   | 2011 |
| Mejor Jugador Chileno en el Extranjero por el SIFUP                                                               | 2021 |
| Equipo Ideal Serie A Italiana temporada 2011-12                                                                   | 2012 |
| "Mejor deportista chileno en la categoría «Fútbol profesional en el extranjero»", del CPD                         | 2012 |
| «Hijo ilustre» de San Joaquín                                                                                     | 2012 |
| Equipo Ideal Serie A Italiana temporada 2012-13                                                                   | 2013 |
| "El Mejor Jugador del Equipo en la Temporada", según Eurosport temporada 2012-13                                  | 2013 |
| Máximo goleador en liga de Juventus F. C. con 10 goles de la temporada 2012-13                                    | 2013 |
| Mejor jugador de Italia (diario La Gazzetta dello Sport) de la temporada 2012-13                                  | 2013 |
| "Mejor Centrocampista en Europa de la temporada", según club de lectores Goal 50 temporada 2012-13                | 2013 |
| Premio Oscar del Calcio al Mejor Centrocampista por la Derecha de la Serie A temporada 2012-13                    | 2013 |
| "El Mejor Mediocampista del Mundo" (diario Le Figaro)                                                             | 2013 |
| Premio Fair play al "Mejor Jugador Chileno en el Extranjero"                                                      | 2013 |
| "Mejor Jugador de Juventus F. C. del año 2013", según Tuttosport                                                  | 2013 |
| Mejor Jugador del Calcio en 2013                                                                                  | 2013 |
| Incluido en el Equipo Ideal de la Gran Gala del Calcio del 2013                                                   | 2013 |
| Incluido en el Once Ideal Americano de la temporada 2013-14 en Europa, según diario Marca                         | 2014 |
| Incluido en el Once Ideal de Europa temporada 2013-14 según la ESM                                                | 2014 |
| Incluido en el Equipo Ideal de la Gran Gala del Calcio del 2014                                                   | 2014 |
| Mastercard Man of the Match del Partido Chile – Ecuador de la Copa América 2015                                   | 2015 |
| Mastercard Man of the Match del Partido Chile – México de la Copa América 2015                                    | 2015 |
| Incluido en el Equipo Ideal de la Primera Fase de la Copa América 2015                                            | 2015 |
| Mastercard Man of the Match del Partido Chile – Argentina de la Final Copa América 2015                           | 2015 |
| Equipo ideal de la Copa América 2015                                                                              | 2015 |
| Entre los 10 nominados al Premio al Mejor Jugador de Europa de la UEFA temporada 2014-15 ocupando el octavo lugar | 2015 |
| Entre los 23 finalistas al FIFA Balón de Oro 2015                                                                 | 2015 |
| Mejor Volante Defensivo de la Bundesliga                                                                          | 2016 |
| Catalogado como el "Mejor Volante Defensivo del Mundo" según estudio realizado por la Football Observatory        | 2016 |
| Equipo Ideal de la Bundesliga temporada 2015-16                                                                   | 2016 |
| Jugador del Partido Chile – Bolivia de la Copa América Centenario 2016                                            | 2016 |
| Equipo ideal de la Copa América Centenario 2016                                                                   | 2016 |
| Mejor Deportista del Fútbol Profesional                                                                           | 2016 |
| Budweiser Man of the Match del Partido Camerún – Chile de la Copa FIFA Confederaciones 2017                       | 2017 |
| Equipo ideal de la Copa FIFA Confederaciones 2017                                                                 | 2017 |
| Incluido en el Once Ideal histórico de la Copa América según Agencia EFE y círculo de periodistas de la Conmebol  | 2019 |
| Incluido en el equipo ideal de la Copa América 2019                                                               | 2019 |
| Incluido en el XI latino de la década en la Bundesliga                                                            | 2019 |
| Incluido en el XI ideal de la década en la Serie A                                                                | 2019 |
| Incluido en el XI ideal de la década de Juventus en encuesta del medio italiano La Gazzetta dello Sport           | 2019 |
| Mejor recuperador del mundo de la década en las 5 grandes ligas de Europa                                         | 2019 |
| Premio Te Quiero Ver Campeón en la Gala Crack Easy                                                                | 2024 |
| Equipo ideal del año en la Gala Crack Easy                                                                        | 2024 |
| Mejor jugador del fútbol chileno en los Premios América le responde a El País                                     | 2024 |

## Filmografía
| Año  | Título                                      | Rol      | Notas      | Ref(s)          |
| ---- | ------------------------------------------- | -------- | ---------- | --------------- |
| 2010 | Nacidos Para Ganar                          | Él mismo | Documental | [ 266 ]         |
| 2010 | Ojos rojos                                  | Él mismo | Documental | [ 267 ] [ 268 ] |
| 2014 | El sueño de todos                           | Él mismo | Documental | [ 269 ] [ 270 ] |
| 2016 | Black and White Stripes: The Juventus Story | Él mismo | Documental |                 |
| 2019 | Matchday: Inside FC Barcelona               | Él mismo | Documental | [ 271 ] [ 272 ] |
| 2022 | Sean Eternos: Campeones de América          | Él mismo | Documental | [ 273 ] [ 274 ] |